# Albertosaurus sarcophagus
Albertosaurus sarcophagus (gr., «lagarto de Alberta comedor de carne») es la única especie conocida del género extinto Albertosaurus de dinosaurio terópodo tiranosáurido que vivió en el oeste de América del Norte a finales del período Cretácico, hace más de setenta millones de años, a comienzos del Maastrichtiense. El tipo nomenclatural A. sarcophagus estaba restringido en el rango de lo que hoy es la provincia canadiense de Alberta, a la cual hace referencia el nombre del género. Existe cierto desacuerdo en la comunidad científica en cuanto al número de especies representadas en el género, que según el caso serían una o dos.
Al ser un tiranosáurido, los albertosaurios fueron depredadores bípedos con una gran cabeza, mandíbulas provistas de docenas de grandes dientes y pequeñas "manos" de dos dedos. Pudo haber sido el mayor depredador en la cadena alimenticia de su ecosistema local. Aunque sea relativamente grande para un terópodo, Albertosaurus era mucho más pequeño que su famoso pariente Tyrannosaurus, probablemente pesando tanto como un rinoceronte negro moderno.
Han sido descubiertos fósiles de más de treinta individuos, permitiendo a los científicos un conocimiento más detallado de la anatomía de Albertosaurus que la que se tiene de otros tiranosáuridos. El hallazgo de veintiséis individuos juntos en un sitio señala evidencia de comportamiento en grupos y permite estudios de su biología del desarrollo, imposibles con animales menos conocidos.

## Descripción

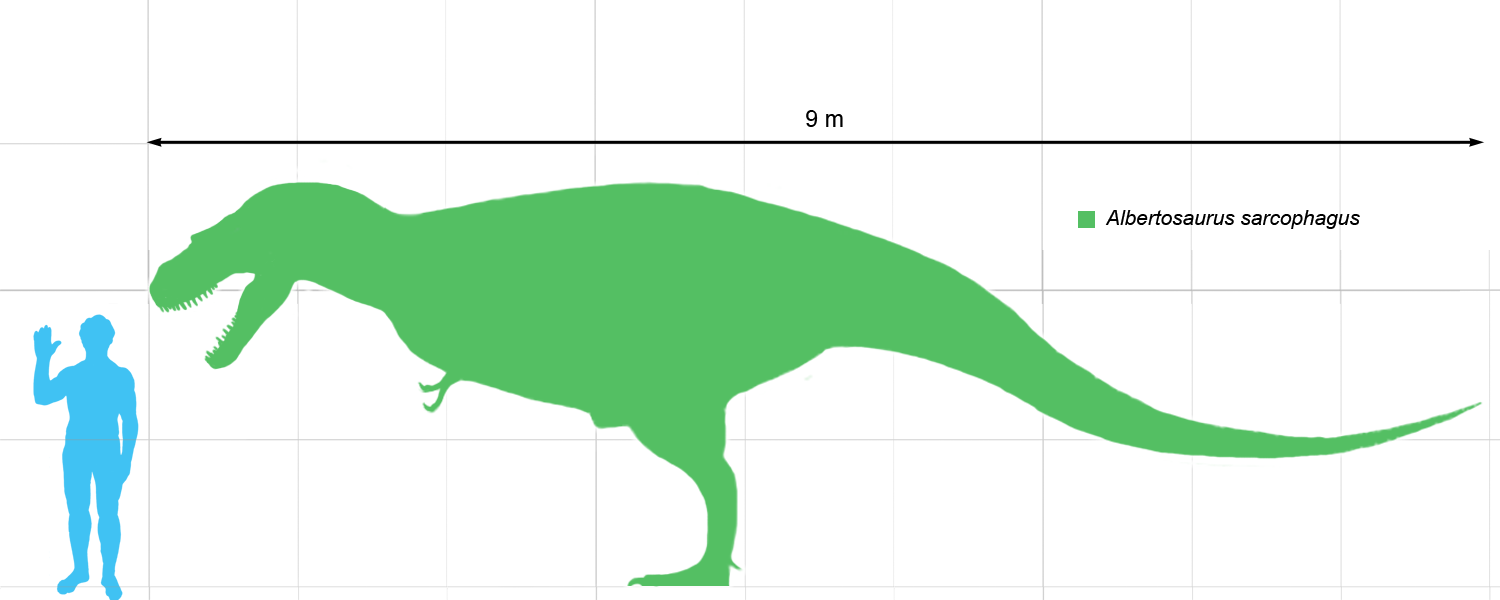
Albertosaurus sarcophagus comparado con un humano a escala.

Albertosaurus era de menor tamaño que los gigantescos tiranosáuridos más conocidos como Tarbosaurus y Tyrannosaurus. Los adultos alcanzaban aproximadamente nueve metros de largo, mientras que algunos individuos, los de mayor edad, habrían alcanzado los diez metros. Varias estimaciones independientes sobre su masa, obtenidas mediante diferentes métodos, sugieren que un Albertosaurus adulto habría pesado entre 1,3 y 1,7 y un máximo de 2,5 toneladas.
Todos los tiranosáuridos, incluyendo a Albertosaurus, compartían una apariencia corporal similar típica para un terópodo. Albertosaurus era bípedo y balanceaba su pesada cabeza y tronco con una larga cola. Sin embargo, los miembros delanteros de los tiranosáuridos eran extremadamente pequeños para su tamaño y tenían solamente dos dedos. Los miembros traseros eran largos y terminaban en un pie de cuatro dedos. El primero de estos dedos era muy pequeño y se ubicaba en la parte posterior, y solo los otros tres se apoyaban en el suelo, con el dedo medio más largo que los demás. Albertosaurus puede haber podido alcanzar velocidades de once a trece metros por segundo, unos cuarenta a cuarentaiocho km/h. Al menos para los individuos juveniles, más pequeños, mayores velocidades serían posibles.

### Cráneo y dientes

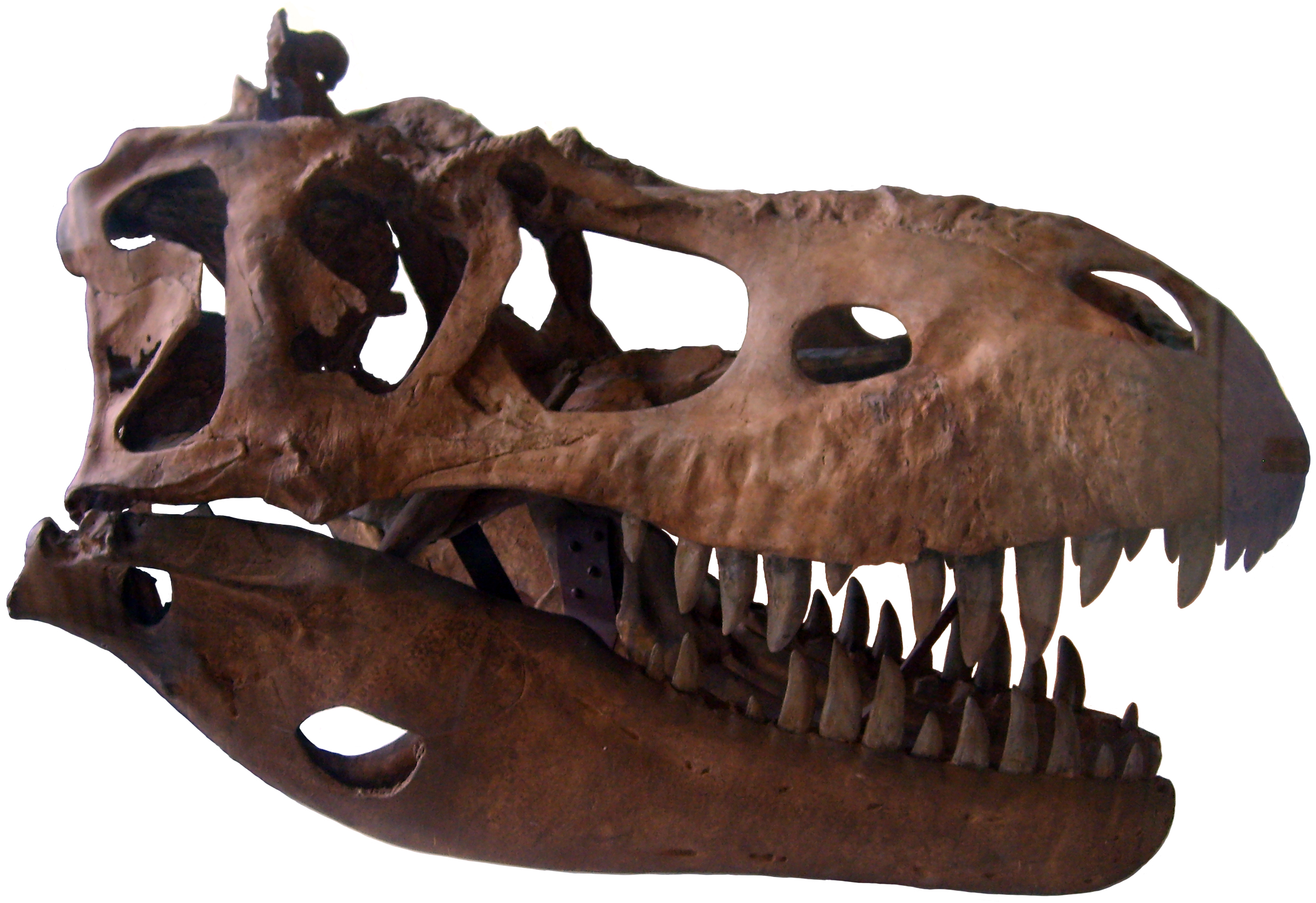
Réplica del cráneo en el Museo Geológico en Copenhague.

El enorme cráneo de Albertosaurus, sostenido por un cuello corto con forma de S, medía aproximadamente un metro de largo en los adultos más grandes. Poseía unas amplias aberturas denominadas fenestras temporales, que reducían el peso de la cabeza, y proporcionaban áreas para la inserción de músculos y órganos sensoriales. Por encima de los ojos tenía pequeñas crestas óseas que pueden haber tenido un color brillante en vida y ser utilizadas en el cortejo para atraer a su pareja.
Sus largas mandíbulas contenían más de sesenta dientes ligeramente curvados, muchos en comparación con los tiranosáuridos más grandes, que poseían menos dientes. A diferencia de la mayoría de terópodos, los tiranosáuridos tenían dentición heterodonta, es decir, los dientes presentaban diferentes formas dependiendo de su posición en la boca. Los dientes premaxilares, en el extremo del maxilar superior, eran mucho más pequeños que el resto, compactos y con sección en forma de D.
Al igual que en Tyrannosaurus, los dientes del maxilar de Albertosaurus estaban adaptados en forma general para resistir las fuerzas laterales ejercidas por la lucha con una presa. La fuerza de la mordedura de Albertosaurus era menos formidable, sin embargo; la fuerza máxima ejercida por los dientes posteriores llegaba a 3413 newton.
William Abler observó en 2001 que las estrías de los dientes de Albertosaurus son tan finas que pueden ser funcionalmente una grieta en el diente. Sin embargo, en la base de esta grieta hay un espacio vacío redondo llamado ampolla que funcionaba para distribuir las fuerzas sobre una mayor área de superficie, lo que dificultaba la capacidad de la "grieta" formada por el dentado de propagarse a través del diente. En un examen de otros depredadores antiguos, como un fitosaurio y en Dimetrodon, se han encontrado de manera similar fracturas como estrías, pero no adaptaciones para la prevención de la propagación de grietas. Los dientes de los tiranosáuridos fueron usados como discos de fijación para tirar de la carne de un cuerpo, en vez de funcionar como cuchillos que efectúan un corte. Los patrones de desgaste de los dientes insinúan que el comportamiento de sacudir la cabeza puede haber estado involucrado en la alimentación de los tiranosáuridos. Cuando un tiranosáurido retiraba una pieza de carne, la fuerza tendía a empujar la punta del diente hacia la parte delantera de la boca y el anclaje de la raíz experimentaba tensión en el lado posterior y compresión de la parte delantera. Esto normalmente ocasionaría en el diente la formación de grietas en la zona posterior lateral, pero las ampollas en la base de las estrías tienden a dispersar las fuerzas formadoras de grietas. Esta forma se parece a las técnicas usadas por los lutier de guitarra de "alternar regiones de flexibilidad y rigidez a un palo de madera". El uso de una broca para crear una "ampolla" y prevenir la propagación de grietas a través de un material también se utiliza para proteger superficies de aviones. Abler demostró que una barra de plexiglás con entalladuras y agujeros perforados fue un 25% más fuerte que una con solo incisiones colocadas regularmente.

## Descubrimiento e investigación
El primer Albertosaurus fue encontrado por Joseph Burr Tyrrell durante unas prospecciones geológicas en 1884. Albertosaurus fue nombrado en 1905 por Henry Fairfield Osborn, del Museo Americano de Historia Natural, en una muy breve nota al final de su descripción de Tyrannosaurus rex. El nombre hace honor a Alberta, la provincia canadiense en la cual se encontraron los primeros restos. El nombre genérico también incorpora el término griego σαύρος, sauros, que significa "lagarto", el sufijo más común en nombres de dinosaurio.
El tipo nomenclatural de Albertosaurus es A. sarcophagus, también nombrado por Osborn en 1905. El nombre significa "comedor de carne" y tiene la misma etimología que el contenedor funerario sarcófago, con el cual comparte su nombre: una combinación de las palabras del griego antiguo σάρξ, sarx, que significa "carne" y φάγειν, fagein, que significa "comer". Se conocen más de treinta especímenes de diversas edades.

### Primeros descubrimientos

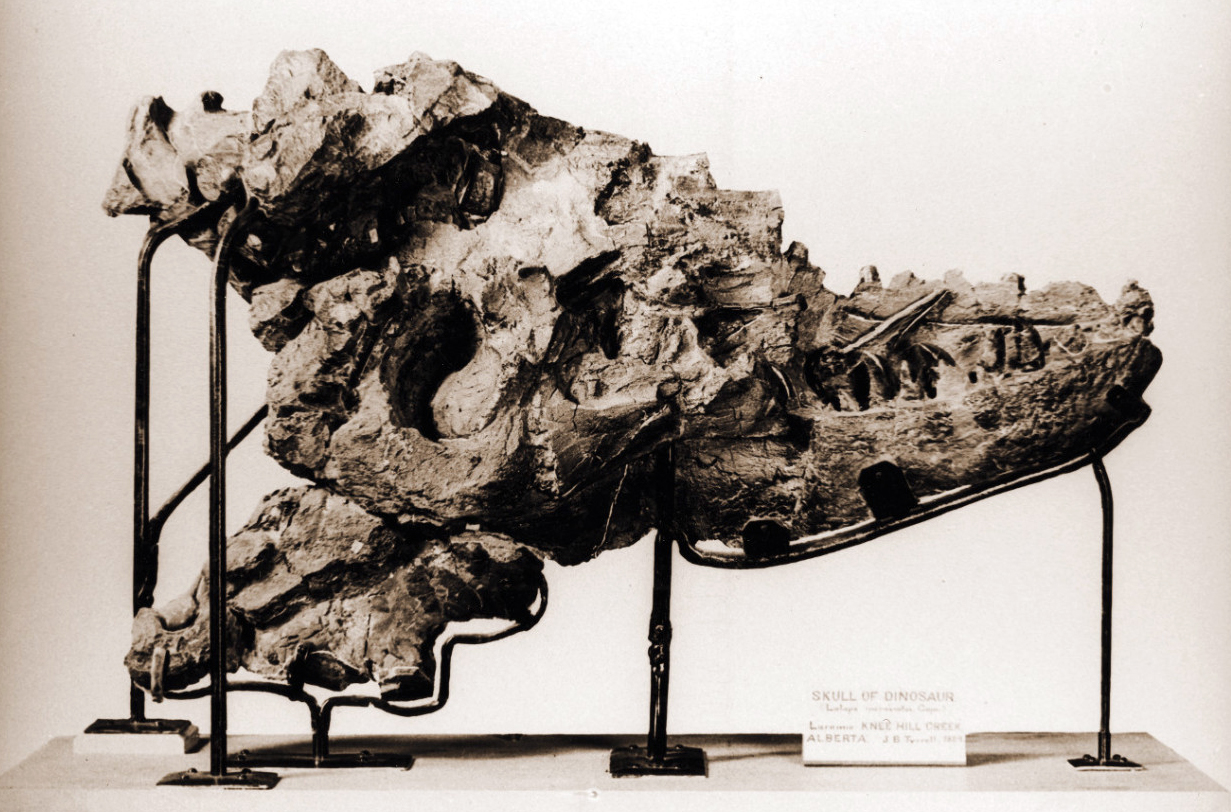
Cráneo parcial del holotipo de Albertosaurus descubierto por Joseph Burr Tyrrell.

El espécimen tipo es un cráneo parcial, recolectado en 1884 de un afloramiento junto al río Red Deer en Alberta. Este espécimen, encontrado el 9 de junio de 1884, fue recuperado por una expedición del Instituto Geológico de Canadá, dirigido por el famoso geólogo Joseph Burr Tyrrell. Debido a la falta de equipo especializado del cráneo casi completo solo podría ser parcialmente asegurado. En 1889, el colega de Tyrell Thomas Chesmer Weston encontró un cráneo incompleto adicional más pequeño y algo más de material esquelético en una localización cercana. Este espécimen es ahora guardado en el Museo Canadiense de la Naturaleza. Los dos cráneos fueron asignados a la especie Laelaps incrassatus por Edward Drinker Cope en 1892. Sin embargo, en 1877 el nombre Laelaps ya había sido asignado a un género de ácaro, por lo que fue sustituido y rebautizado como Dryptosaurus por el rival de Cope, Othniel Charles Marsh, aunque Cope rechazó aceptar el nuevo nombre. Lawrence Lambe desplazó a Laelaps incrassatus al género Dryptosaurus, donde describió los restos en detalle entre 1903 y 1904, una combinación por primera vez acuñada por Oliver Perry Hay en 1902. Finalmente, puesto que el D. incrassatus se basaba solamente en dientes genéricos de tiranosáurido que no podían indicar fácilmente su asignación a una especie en particular. Los cráneos del cañón Horseshoe difieren notablemente de los restos de Dryptosaurus aquilunguis, tipo nomenclatural del Dryptosaurus, por lo que Osborn creó el nuevo nombre Albertosaurus sarcophagus para ellos en 1905. No describió los restos con mucho detalle, citando la descripción completa de Lambe el año anterior. Ambos ejemplares, el holotipo CMN 5600 y el paratipo 'CMN 5601, se almacenan en el Museo Canadiense de la Naturaleza en Ottawa. A principios del siglo XXI ha existido cierta preocupación en relación al mal estado del holotipo, que podría hacer que Albertosaurus sea un nomen dubium, un "nombre dudoso" que sólo podía ser utilizado para el espécimen tipo en sí, porque otros fósiles no podrían ser asignados a la misma de manera confiable. Sin embargo, en 2010 Thomas Carr estableció que el holotipo, el paratipo y los posteriores ejemplares comparables encontrados compartían un rasgo común único o autapomorfía, la posesión de una abertura neumática amplia en el borde posterior de un lado del hueso palatino, lo que demuestra que Albertosaurus era un taxón válido.

### La cama de huesos de Dry Island
En 1910, el paleontólogo estadounidense Barnum Brown desenterró los restos de un gran grupo de Albertosaurus en otra cantera junto al río Red Deer. A causa del gran número de huesos y del limitado tiempo disponible, el equipo de Brown no alcanzó a recolectar cada espécimen, pero se aseguró de recolectar los huesos de todos los individuos presentes. Entre muchos otros huesos depositados en las colecciones del Museo Americano de Historia Natural en Nueva York, cabe destacar siete series de metatarsos derechos, junto con dos huesos aislados del dedo de la pata que no encajan con ninguno de los metatarsos en tamaño. Esto indica la presencia de por lo menos nueve individuos en la cantera. El Museo Real Tyrrell de Paleontología redescubrió el sitio en 1997 y reanudó el trabajo de campo, en el sitio ahora localizado en el Parque Provincial de Dry Island Buffalo Jump. Las excavaciones posteriores de 1997 a 2005 permitieron recuperar los restos de trece individuos más de muchas edades, de un pequeño de dos años de edad y un ejemplar anciano que se estima en más de diez metros de longitud. Ninguno de estos individuos se conocen a partir de esqueletos completos, y la mayoría están representados por restos en ambos museos. Las excavaciones continuaron hasta 2008, cuando el número mínimo de individuos presentes se había establecido en doce, sobre la base de los elementos conservados que aparecen una sola vez en un esqueleto, y en veintiséis si se cuentan los restos que difieren en tamaño debido a la ontogenia. Un total de 1128 huesos de Albertosaurus han sido recuperados, la mayor concentración de fósiles de grandes terópodos conocidos del Cretácico.

### Otros descubrimientos
Un espécimen originalmente nombrado A. arctunguis fue también hallado cerca del río Red Deer, basado en un esqueleto parcial al que le falta el cráneo, excavado por Gus Lindblad y Ralph Hornell en 1923, y se encuentra depositado actualmente en el Museo Real de Ontario en Toronto, Canadá. Pero esta especie es considerada idéntica a A. sarcophagus desde 1970. Entre 1926 y 1972, ningún fósil de Albertosaurus fue encontrado, pero desde los años 1970 ha habido un aumento constante en el material conocido. Seis cráneos y esqueletos más han sido hallados desde entonces en Alberta fuera de la isla Dry y depositados en otros museos canadienses. Estos especímenes son RTMP 81.010.001, encontrado en 1978 por el paleontólogo amateur Maurice Stefanuk; RTMP 85.098.001, encontrado por Stefanuk el 16 de junio de 1985; RTMP 86.64.001, de diciembre de 1985; RTMP 86.205.001 en 1986; RTMP 97.058.0001 en 1996, y CMN 11315. Debido al vandalismo y accidentes, sin embargo, no se hallaron cráneos completos y en buen estado entre estos hallazgos. Distintos fósiles han sido reportados en los estados de EE. UU. como Montana, Nuevo México y Wyoming, pero probablemente no representen a A. sarcophagus y puede incluso que no pertenezcan al género Albertosaurus.
Todos los fósiles identificables de Albertosaurus sarcophagus se conocen de la Formación del Cañón de Herradura en Alberta. Esta formación data de comienzos de la época Maastrichtiense del Cretácico superior, unos 70 a 73 millones de años atrás. Muchos otros dinosaurios han sido encontrados ahí, incluyendo terópodos más pequeños como Ornithomimus, Chirostenotes y varios dromeosáuridos, y con una amplia variedad de herbívoros como anquilosaurios, ceratopsianos, paquicefalosaurios y hadrosáuridos.
En 1913, el paleontólogo Charles Hazelius Sternberg descubrió otro esqueleto de tiranosáurido en unos sedimentos algo más antiguos situados en Alberta. Este dinosaurio fue nombrado Gorgosaurus libratus en 1914 por Lawrence Lambe. Al haber hallado unas pocas diferencias para separar los dos géneros, Dale Russell declaró al Gorgosaurus un sinónimo de Albertosaurus en 1970, creando la nueva combinación Albertosaurus libratus. Este hecho dio lugar a la ampliación del rango temporal varios millones de años atrás, y del rango geográfico cientos de km hacia el Sur, de este género.
Un examen más reciente de Albertosaurus y de Gorgosaurus ha puesto en duda la sinonimia propuesta por Russell. En 2003, Phil Currie y sus colegas examinaron los cráneos de las dos especies y llegaron a la conclusión de que ambos géneros deben mantenerse, aunque reconocieron que los dos géneros son taxones hermanos y que la distinción es por consiguiente muy arbitraria. Sin embargo, de acuerdo con Currie, Albertosaurus y Gorgosaurus no son más similares que lo que lo son Daspletosaurus y Tyrannosaurus, casi siempre considerados géneros independientes. Además, varios especímenes sin describir de albertosáuridos han sido hallados en otras partes de América del Norte, incluyendo Alaska y Nuevo México, así que Currie ha recomendado dejar estos dos géneros separados hasta obtener más información al respecto. Muchos autores desde entonces han seguido la recomendación de Currie, pero otros no.

### Especies inválidas
Han sido nombradas algunas otras especies de Albertosaurus que posteriormente han resultado ser inválidas. William Parks describió un esqueleto parcial hallado en Alberta como Albertosaurus arctunguis en 1928, pero actualmente es considerado un sinónimo de A. sarcophagus. El espécimen de Parks, ROM 807, se mantiene en el Museo Real de Ontario en Toronto.
Aparte de A. sarcophagus, A. arctunguis y A. libratus, varias otras especies de Albertosaurus han sido nombradas. Todas ellas son hoy vistas como sinónimos más modernos de otras especies o como nomina dubia, y no se asignan a Albertosaurus. En 1930, Anatoly Nikolaevich Riabinin denominó como Albertosaurus pericolosus sobre la base de un diente de China, probablemente perteneciente a Tarbosaurus. Friedrich von Huene renombró a Dryptosaurus incrassatus, no considerado un nomen dubium por él, como Albertosaurus incrassatus en 1932. Debido a haber identificado a Gorgosaurus con Albertosaurus, Russell, en 1970, renombró también a Gorgosaurus sternbergi Matthew & Brown 1922 como Albertosaurus sternbergi y Gorgosaurus lancensis Gilmore 1946 como Albertosaurus lancensis. La primera especie hoy es vista como una forma juvenil de Gorgosaurus libratus y la última es identificada como Tyrannosaurus o representando el género separado conocido como Nanotyrannus.
La especie Albertosaurus megagracilis nombrada en 1988 por Gregory S. Paul basándose en un esqueleto de un tiranosáurido pequeño, el espécimen LACM 28345, de la Formación Hell Creek de Montana fue renombrada como Dinotyrannus en 1995, pero actualmente se cree que fue un juvenil de Tyrannosaurus. También en 1988, Paul renombró a Alectrosaurus olseni Gilmore 1933 como Albertosaurus olseni, pero esto no fue aceptado por la mayoría. En 1989, Gorgosaurus novojilovi Maleev 1955 fue rebautizado por Bryn Mader y Robert Bradley como Albertosaurus novojilovi, aunque hoy se lo considera como sinónimo de Tarbosaurus
En dos ocasiones, las especies basadas en el material válido de Albertosaurus fueron reasignadas a un género diferente. En 1922 William Diller Matthew rebautizó a A. sarcophagus como Deinodon sarcophagus y en 1939 el paleontólogo alemán Oskar Kuhn renombró A. arctunguis como Deinodon arctunguis.

## Clasificación
Albertosaurus es un miembro de la familia de terópodos Tyrannosauridae. Dentro de esta familia, Albertosaurus sarcophagus es normalmente clasificado con el levemente más antiguo Gorgosaurus libratus, a veces llamado Albertosaurus libratus, en la subfamilia Albertosaurinae. Estas dos especies son los únicos albertosaurinos descritos, aunque otras especies no descritas pueden existir. Al Appalachiosaurus se lo ha ubicado como albertosaurino en al menos un estudio de Thomas Holtz en 2004, aunque esto es discutido. En un trabajo inédito más reciente, Holtz lo localiza apenas por fuera de Tyrannosauridae, de común acuerdo con otros autores. Los albertosaurinos eran más delgados que los robustos tiranosáuridos, como Tarbosaurus, Tyrannosaurus y Daspletosaurus, con cráneos proporcionalmente más pequeños y huesos más largos de la pierna, tibia y pies, metatarsos y falanges.

### Filogenia
A continuación se muestra el cladograma de la Tyrannosauridae basado en el análisis filogenético llevado a cabo por Loewen et al. en 2013.

|  | Gorgosaurus libratus      |
|  |                           |
|  | Albertosaurus sarcophagus |
|  |                           |

|  | Tyrannosaurus rex                                                              |
|  |                                                                                |
|  | \| \| Tarbosaurus bataar \| \| \| \| \| \| Zhuchengtyrannus magnus \| \| \| \| |
|  |                                                                                |
|  | Tarbosaurus bataar                                                             |
|  |                                                                                |
|  | Zhuchengtyrannus magnus                                                        |
|  |                                                                                |

|  | Tarbosaurus bataar      |
|  |                         |
|  | Zhuchengtyrannus magnus |
|  |                         |

|  | Tyrannosaurus rex                                                              |
|  |                                                                                |
|  | \| \| Tarbosaurus bataar \| \| \| \| \| \| Zhuchengtyrannus magnus \| \| \| \| |
|  |                                                                                |
|  | Tarbosaurus bataar                                                             |
|  |                                                                                |
|  | Zhuchengtyrannus magnus                                                        |
|  |                                                                                |

|  | Tarbosaurus bataar      |
|  |                         |
|  | Zhuchengtyrannus magnus |
|  |                         |

|  | Tyrannosaurus rex                                                              |
|  |                                                                                |
|  | \| \| Tarbosaurus bataar \| \| \| \| \| \| Zhuchengtyrannus magnus \| \| \| \| |
|  |                                                                                |
|  | Tarbosaurus bataar                                                             |
|  |                                                                                |
|  | Zhuchengtyrannus magnus                                                        |
|  |                                                                                |

|  | Tarbosaurus bataar      |
|  |                         |
|  | Zhuchengtyrannus magnus |
|  |                         |

|  | Tyrannosaurus rex                                                              |
|  |                                                                                |
|  | \| \| Tarbosaurus bataar \| \| \| \| \| \| Zhuchengtyrannus magnus \| \| \| \| |
|  |                                                                                |
|  | Tarbosaurus bataar                                                             |
|  |                                                                                |
|  | Zhuchengtyrannus magnus                                                        |
|  |                                                                                |

|  | Tarbosaurus bataar      |
|  |                         |
|  | Zhuchengtyrannus magnus |
|  |                         |

|  | Tyrannosaurus rex                                                              |
|  |                                                                                |
|  | \| \| Tarbosaurus bataar \| \| \| \| \| \| Zhuchengtyrannus magnus \| \| \| \| |
|  |                                                                                |
|  | Tarbosaurus bataar                                                             |
|  |                                                                                |
|  | Zhuchengtyrannus magnus                                                        |
|  |                                                                                |

|  | Tarbosaurus bataar      |
|  |                         |
|  | Zhuchengtyrannus magnus |
|  |                         |

|  | Tyrannosaurus rex                                                              |
|  |                                                                                |
|  | \| \| Tarbosaurus bataar \| \| \| \| \| \| Zhuchengtyrannus magnus \| \| \| \| |
|  |                                                                                |
|  | Tarbosaurus bataar                                                             |
|  |                                                                                |
|  | Zhuchengtyrannus magnus                                                        |
|  |                                                                                |

|  | Tarbosaurus bataar      |
|  |                         |
|  | Zhuchengtyrannus magnus |
|  |                         |

|  | Tyrannosaurus rex                                                              |
|  |                                                                                |
|  | \| \| Tarbosaurus bataar \| \| \| \| \| \| Zhuchengtyrannus magnus \| \| \| \| |
|  |                                                                                |
|  | Tarbosaurus bataar                                                             |
|  |                                                                                |
|  | Zhuchengtyrannus magnus                                                        |
|  |                                                                                |

|  | Tarbosaurus bataar      |
|  |                         |
|  | Zhuchengtyrannus magnus |
|  |                         |

|  | Tyrannosaurus rex                                                              |
|  |                                                                                |
|  | \| \| Tarbosaurus bataar \| \| \| \| \| \| Zhuchengtyrannus magnus \| \| \| \| |
|  |                                                                                |
|  | Tarbosaurus bataar                                                             |
|  |                                                                                |
|  | Zhuchengtyrannus magnus                                                        |
|  |                                                                                |

|  | Tarbosaurus bataar      |
|  |                         |
|  | Zhuchengtyrannus magnus |
|  |                         |

|  | Tyrannosaurus rex                                                              |
|  |                                                                                |
|  | \| \| Tarbosaurus bataar \| \| \| \| \| \| Zhuchengtyrannus magnus \| \| \| \| |
|  |                                                                                |
|  | Tarbosaurus bataar                                                             |
|  |                                                                                |
|  | Zhuchengtyrannus magnus                                                        |
|  |                                                                                |

|  | Tarbosaurus bataar      |
|  |                         |
|  | Zhuchengtyrannus magnus |
|  |                         |

|  | Tyrannosaurus rex                                                              |
|  |                                                                                |
|  | \| \| Tarbosaurus bataar \| \| \| \| \| \| Zhuchengtyrannus magnus \| \| \| \| |
|  |                                                                                |
|  | Tarbosaurus bataar                                                             |
|  |                                                                                |
|  | Zhuchengtyrannus magnus                                                        |
|  |                                                                                |

|  | Tarbosaurus bataar      |
|  |                         |
|  | Zhuchengtyrannus magnus |
|  |                         |

|  | Tyrannosaurus rex                                                              |
|  |                                                                                |
|  | \| \| Tarbosaurus bataar \| \| \| \| \| \| Zhuchengtyrannus magnus \| \| \| \| |
|  |                                                                                |
|  | Tarbosaurus bataar                                                             |
|  |                                                                                |
|  | Zhuchengtyrannus magnus                                                        |
|  |                                                                                |

|  | Tarbosaurus bataar      |
|  |                         |
|  | Zhuchengtyrannus magnus |
|  |                         |

|  | Tyrannosaurus rex                                                              |
|  |                                                                                |
|  | \| \| Tarbosaurus bataar \| \| \| \| \| \| Zhuchengtyrannus magnus \| \| \| \| |
|  |                                                                                |
|  | Tarbosaurus bataar                                                             |
|  |                                                                                |
|  | Zhuchengtyrannus magnus                                                        |
|  |                                                                                |

|  | Tarbosaurus bataar      |
|  |                         |
|  | Zhuchengtyrannus magnus |
|  |                         |

|  | Tyrannosaurus rex                                                              |
|  |                                                                                |
|  | \| \| Tarbosaurus bataar \| \| \| \| \| \| Zhuchengtyrannus magnus \| \| \| \| |
|  |                                                                                |
|  | Tarbosaurus bataar                                                             |
|  |                                                                                |
|  | Zhuchengtyrannus magnus                                                        |
|  |                                                                                |

|  | Tarbosaurus bataar      |
|  |                         |
|  | Zhuchengtyrannus magnus |
|  |                         |

|  | Tyrannosaurus rex                                                              |
|  |                                                                                |
|  | \| \| Tarbosaurus bataar \| \| \| \| \| \| Zhuchengtyrannus magnus \| \| \| \| |
|  |                                                                                |
|  | Tarbosaurus bataar                                                             |
|  |                                                                                |
|  | Zhuchengtyrannus magnus                                                        |
|  |                                                                                |

|  | Tarbosaurus bataar      |
|  |                         |
|  | Zhuchengtyrannus magnus |
|  |                         |

|  | Tyrannosaurus rex                                                              |
|  |                                                                                |
|  | \| \| Tarbosaurus bataar \| \| \| \| \| \| Zhuchengtyrannus magnus \| \| \| \| |
|  |                                                                                |
|  | Tarbosaurus bataar                                                             |
|  |                                                                                |
|  | Zhuchengtyrannus magnus                                                        |
|  |                                                                                |

|  | Tarbosaurus bataar      |
|  |                         |
|  | Zhuchengtyrannus magnus |
|  |                         |

|  | Tyrannosaurus rex                                                              |
|  |                                                                                |
|  | \| \| Tarbosaurus bataar \| \| \| \| \| \| Zhuchengtyrannus magnus \| \| \| \| |
|  |                                                                                |
|  | Tarbosaurus bataar                                                             |
|  |                                                                                |
|  | Zhuchengtyrannus magnus                                                        |
|  |                                                                                |

|  | Tarbosaurus bataar      |
|  |                         |
|  | Zhuchengtyrannus magnus |
|  |                         |

|  | Tyrannosaurus rex                                                              |
|  |                                                                                |
|  | \| \| Tarbosaurus bataar \| \| \| \| \| \| Zhuchengtyrannus magnus \| \| \| \| |
|  |                                                                                |
|  | Tarbosaurus bataar                                                             |
|  |                                                                                |
|  | Zhuchengtyrannus magnus                                                        |
|  |                                                                                |

|  | Tarbosaurus bataar      |
|  |                         |
|  | Zhuchengtyrannus magnus |
|  |                         |

|  | Tyrannosaurus rex                                                              |
|  |                                                                                |
|  | \| \| Tarbosaurus bataar \| \| \| \| \| \| Zhuchengtyrannus magnus \| \| \| \| |
|  |                                                                                |
|  | Tarbosaurus bataar                                                             |
|  |                                                                                |
|  | Zhuchengtyrannus magnus                                                        |
|  |                                                                                |

|  | Tarbosaurus bataar      |
|  |                         |
|  | Zhuchengtyrannus magnus |
|  |                         |

|  | Tyrannosaurus rex                                                              |
|  |                                                                                |
|  | \| \| Tarbosaurus bataar \| \| \| \| \| \| Zhuchengtyrannus magnus \| \| \| \| |
|  |                                                                                |
|  | Tarbosaurus bataar                                                             |
|  |                                                                                |
|  | Zhuchengtyrannus magnus                                                        |
|  |                                                                                |

|  | Tarbosaurus bataar      |
|  |                         |
|  | Zhuchengtyrannus magnus |
|  |                         |

|  | Tyrannosaurus rex                                                              |
|  |                                                                                |
|  | \| \| Tarbosaurus bataar \| \| \| \| \| \| Zhuchengtyrannus magnus \| \| \| \| |
|  |                                                                                |
|  | Tarbosaurus bataar                                                             |
|  |                                                                                |
|  | Zhuchengtyrannus magnus                                                        |
|  |                                                                                |

|  | Tarbosaurus bataar      |
|  |                         |
|  | Zhuchengtyrannus magnus |
|  |                         |

|  | Tyrannosaurus rex                                                              |
|  |                                                                                |
|  | \| \| Tarbosaurus bataar \| \| \| \| \| \| Zhuchengtyrannus magnus \| \| \| \| |
|  |                                                                                |
|  | Tarbosaurus bataar                                                             |
|  |                                                                                |
|  | Zhuchengtyrannus magnus                                                        |
|  |                                                                                |

|  | Tarbosaurus bataar      |
|  |                         |
|  | Zhuchengtyrannus magnus |
|  |                         |

|  | Tyrannosaurus rex                                                              |
|  |                                                                                |
|  | \| \| Tarbosaurus bataar \| \| \| \| \| \| Zhuchengtyrannus magnus \| \| \| \| |
|  |                                                                                |
|  | Tarbosaurus bataar                                                             |
|  |                                                                                |
|  | Zhuchengtyrannus magnus                                                        |
|  |                                                                                |

|  | Tarbosaurus bataar      |
|  |                         |
|  | Zhuchengtyrannus magnus |
|  |                         |

|  | Tyrannosaurus rex                                                              |
|  |                                                                                |
|  | \| \| Tarbosaurus bataar \| \| \| \| \| \| Zhuchengtyrannus magnus \| \| \| \| |
|  |                                                                                |
|  | Tarbosaurus bataar                                                             |
|  |                                                                                |
|  | Zhuchengtyrannus magnus                                                        |
|  |                                                                                |

|  | Tarbosaurus bataar      |
|  |                         |
|  | Zhuchengtyrannus magnus |
|  |                         |

|  | Tyrannosaurus rex                                                              |
|  |                                                                                |
|  | \| \| Tarbosaurus bataar \| \| \| \| \| \| Zhuchengtyrannus magnus \| \| \| \| |
|  |                                                                                |
|  | Tarbosaurus bataar                                                             |
|  |                                                                                |
|  | Zhuchengtyrannus magnus                                                        |
|  |                                                                                |

|  | Tarbosaurus bataar      |
|  |                         |
|  | Zhuchengtyrannus magnus |
|  |                         |

|  | Tyrannosaurus rex                                                              |
|  |                                                                                |
|  | \| \| Tarbosaurus bataar \| \| \| \| \| \| Zhuchengtyrannus magnus \| \| \| \| |
|  |                                                                                |
|  | Tarbosaurus bataar                                                             |
|  |                                                                                |
|  | Zhuchengtyrannus magnus                                                        |
|  |                                                                                |

|  | Tarbosaurus bataar      |
|  |                         |
|  | Zhuchengtyrannus magnus |
|  |                         |

|  | Tyrannosaurus rex                                                              |
|  |                                                                                |
|  | \| \| Tarbosaurus bataar \| \| \| \| \| \| Zhuchengtyrannus magnus \| \| \| \| |
|  |                                                                                |
|  | Tarbosaurus bataar                                                             |
|  |                                                                                |
|  | Zhuchengtyrannus magnus                                                        |
|  |                                                                                |

|  | Tarbosaurus bataar      |
|  |                         |
|  | Zhuchengtyrannus magnus |
|  |                         |

|  | Tyrannosaurus rex                                                              |
|  |                                                                                |
|  | \| \| Tarbosaurus bataar \| \| \| \| \| \| Zhuchengtyrannus magnus \| \| \| \| |
|  |                                                                                |
|  | Tarbosaurus bataar                                                             |
|  |                                                                                |
|  | Zhuchengtyrannus magnus                                                        |
|  |                                                                                |

|  | Tarbosaurus bataar      |
|  |                         |
|  | Zhuchengtyrannus magnus |
|  |                         |

|  | Tyrannosaurus rex                                                              |
|  |                                                                                |
|  | \| \| Tarbosaurus bataar \| \| \| \| \| \| Zhuchengtyrannus magnus \| \| \| \| |
|  |                                                                                |
|  | Tarbosaurus bataar                                                             |
|  |                                                                                |
|  | Zhuchengtyrannus magnus                                                        |
|  |                                                                                |

|  | Tarbosaurus bataar      |
|  |                         |
|  | Zhuchengtyrannus magnus |
|  |                         |

|  | Tyrannosaurus rex                                                              |
|  |                                                                                |
|  | \| \| Tarbosaurus bataar \| \| \| \| \| \| Zhuchengtyrannus magnus \| \| \| \| |
|  |                                                                                |
|  | Tarbosaurus bataar                                                             |
|  |                                                                                |
|  | Zhuchengtyrannus magnus                                                        |
|  |                                                                                |

|  | Tarbosaurus bataar      |
|  |                         |
|  | Zhuchengtyrannus magnus |
|  |                         |

|  | Tyrannosaurus rex                                                              |
|  |                                                                                |
|  | \| \| Tarbosaurus bataar \| \| \| \| \| \| Zhuchengtyrannus magnus \| \| \| \| |
|  |                                                                                |
|  | Tarbosaurus bataar                                                             |
|  |                                                                                |
|  | Zhuchengtyrannus magnus                                                        |
|  |                                                                                |

|  | Tarbosaurus bataar      |
|  |                         |
|  | Zhuchengtyrannus magnus |
|  |                         |

|  | Tyrannosaurus rex                                                              |
|  |                                                                                |
|  | \| \| Tarbosaurus bataar \| \| \| \| \| \| Zhuchengtyrannus magnus \| \| \| \| |
|  |                                                                                |
|  | Tarbosaurus bataar                                                             |
|  |                                                                                |
|  | Zhuchengtyrannus magnus                                                        |
|  |                                                                                |

|  | Tarbosaurus bataar      |
|  |                         |
|  | Zhuchengtyrannus magnus |
|  |                         |

|  | Tyrannosaurus rex                                                              |
|  |                                                                                |
|  | \| \| Tarbosaurus bataar \| \| \| \| \| \| Zhuchengtyrannus magnus \| \| \| \| |
|  |                                                                                |
|  | Tarbosaurus bataar                                                             |
|  |                                                                                |
|  | Zhuchengtyrannus magnus                                                        |
|  |                                                                                |

|  | Tarbosaurus bataar      |
|  |                         |
|  | Zhuchengtyrannus magnus |
|  |                         |

|  | Tyrannosaurus rex                                                              |
|  |                                                                                |
|  | \| \| Tarbosaurus bataar \| \| \| \| \| \| Zhuchengtyrannus magnus \| \| \| \| |
|  |                                                                                |
|  | Tarbosaurus bataar                                                             |
|  |                                                                                |
|  | Zhuchengtyrannus magnus                                                        |
|  |                                                                                |

|  | Tarbosaurus bataar      |
|  |                         |
|  | Zhuchengtyrannus magnus |
|  |                         |

|  | Tyrannosaurus rex                                                              |
|  |                                                                                |
|  | \| \| Tarbosaurus bataar \| \| \| \| \| \| Zhuchengtyrannus magnus \| \| \| \| |
|  |                                                                                |
|  | Tarbosaurus bataar                                                             |
|  |                                                                                |
|  | Zhuchengtyrannus magnus                                                        |
|  |                                                                                |

|  | Tarbosaurus bataar      |
|  |                         |
|  | Zhuchengtyrannus magnus |
|  |                         |

|  | Tyrannosaurus rex                                                              |
|  |                                                                                |
|  | \| \| Tarbosaurus bataar \| \| \| \| \| \| Zhuchengtyrannus magnus \| \| \| \| |
|  |                                                                                |
|  | Tarbosaurus bataar                                                             |
|  |                                                                                |
|  | Zhuchengtyrannus magnus                                                        |
|  |                                                                                |

|  | Tarbosaurus bataar      |
|  |                         |
|  | Zhuchengtyrannus magnus |
|  |                         |

|  | Tyrannosaurus rex                                                              |
|  |                                                                                |
|  | \| \| Tarbosaurus bataar \| \| \| \| \| \| Zhuchengtyrannus magnus \| \| \| \| |
|  |                                                                                |
|  | Tarbosaurus bataar                                                             |
|  |                                                                                |
|  | Zhuchengtyrannus magnus                                                        |
|  |                                                                                |

|  | Tarbosaurus bataar      |
|  |                         |
|  | Zhuchengtyrannus magnus |
|  |                         |

|  | Tyrannosaurus rex                                                              |
|  |                                                                                |
|  | \| \| Tarbosaurus bataar \| \| \| \| \| \| Zhuchengtyrannus magnus \| \| \| \| |
|  |                                                                                |
|  | Tarbosaurus bataar                                                             |
|  |                                                                                |
|  | Zhuchengtyrannus magnus                                                        |
|  |                                                                                |

|  | Tarbosaurus bataar      |
|  |                         |
|  | Zhuchengtyrannus magnus |
|  |                         |

|  | Tyrannosaurus rex                                                              |
|  |                                                                                |
|  | \| \| Tarbosaurus bataar \| \| \| \| \| \| Zhuchengtyrannus magnus \| \| \| \| |
|  |                                                                                |
|  | Tarbosaurus bataar                                                             |
|  |                                                                                |
|  | Zhuchengtyrannus magnus                                                        |
|  |                                                                                |

|  | Tarbosaurus bataar      |
|  |                         |
|  | Zhuchengtyrannus magnus |
|  |                         |

|  | Tyrannosaurus rex                                                              |
|  |                                                                                |
|  | \| \| Tarbosaurus bataar \| \| \| \| \| \| Zhuchengtyrannus magnus \| \| \| \| |
|  |                                                                                |
|  | Tarbosaurus bataar                                                             |
|  |                                                                                |
|  | Zhuchengtyrannus magnus                                                        |
|  |                                                                                |

|  | Tarbosaurus bataar      |
|  |                         |
|  | Zhuchengtyrannus magnus |
|  |                         |

|  | Tyrannosaurus rex                                                              |
|  |                                                                                |
|  | \| \| Tarbosaurus bataar \| \| \| \| \| \| Zhuchengtyrannus magnus \| \| \| \| |
|  |                                                                                |
|  | Tarbosaurus bataar                                                             |
|  |                                                                                |
|  | Zhuchengtyrannus magnus                                                        |
|  |                                                                                |

|  | Tarbosaurus bataar      |
|  |                         |
|  | Zhuchengtyrannus magnus |
|  |                         |

|  | Tyrannosaurus rex                                                              |
|  |                                                                                |
|  | \| \| Tarbosaurus bataar \| \| \| \| \| \| Zhuchengtyrannus magnus \| \| \| \| |
|  |                                                                                |
|  | Tarbosaurus bataar                                                             |
|  |                                                                                |
|  | Zhuchengtyrannus magnus                                                        |
|  |                                                                                |

|  | Tarbosaurus bataar      |
|  |                         |
|  | Zhuchengtyrannus magnus |
|  |                         |

|  | Tyrannosaurus rex                                                              |
|  |                                                                                |
|  | \| \| Tarbosaurus bataar \| \| \| \| \| \| Zhuchengtyrannus magnus \| \| \| \| |
|  |                                                                                |
|  | Tarbosaurus bataar                                                             |
|  |                                                                                |
|  | Zhuchengtyrannus magnus                                                        |
|  |                                                                                |

|  | Tarbosaurus bataar      |
|  |                         |
|  | Zhuchengtyrannus magnus |
|  |                         |

|  | Tyrannosaurus rex                                                              |
|  |                                                                                |
|  | \| \| Tarbosaurus bataar \| \| \| \| \| \| Zhuchengtyrannus magnus \| \| \| \| |
|  |                                                                                |
|  | Tarbosaurus bataar                                                             |
|  |                                                                                |
|  | Zhuchengtyrannus magnus                                                        |
|  |                                                                                |

|  | Tarbosaurus bataar      |
|  |                         |
|  | Zhuchengtyrannus magnus |
|  |                         |

|  | Tyrannosaurus rex                                                              |
|  |                                                                                |
|  | \| \| Tarbosaurus bataar \| \| \| \| \| \| Zhuchengtyrannus magnus \| \| \| \| |
|  |                                                                                |
|  | Tarbosaurus bataar                                                             |
|  |                                                                                |
|  | Zhuchengtyrannus magnus                                                        |
|  |                                                                                |

|  | Tarbosaurus bataar      |
|  |                         |
|  | Zhuchengtyrannus magnus |
|  |                         |

|  | Tyrannosaurus rex                                                              |
|  |                                                                                |
|  | \| \| Tarbosaurus bataar \| \| \| \| \| \| Zhuchengtyrannus magnus \| \| \| \| |
|  |                                                                                |
|  | Tarbosaurus bataar                                                             |
|  |                                                                                |
|  | Zhuchengtyrannus magnus                                                        |
|  |                                                                                |

|  | Tarbosaurus bataar      |
|  |                         |
|  | Zhuchengtyrannus magnus |
|  |                         |

|  | Tyrannosaurus rex                                                              |
|  |                                                                                |
|  | \| \| Tarbosaurus bataar \| \| \| \| \| \| Zhuchengtyrannus magnus \| \| \| \| |
|  |                                                                                |
|  | Tarbosaurus bataar                                                             |
|  |                                                                                |
|  | Zhuchengtyrannus magnus                                                        |
|  |                                                                                |

|  | Tarbosaurus bataar      |
|  |                         |
|  | Zhuchengtyrannus magnus |
|  |                         |

|  | Tyrannosaurus rex                                                              |
|  |                                                                                |
|  | \| \| Tarbosaurus bataar \| \| \| \| \| \| Zhuchengtyrannus magnus \| \| \| \| |
|  |                                                                                |
|  | Tarbosaurus bataar                                                             |
|  |                                                                                |
|  | Zhuchengtyrannus magnus                                                        |
|  |                                                                                |

|  | Tarbosaurus bataar      |
|  |                         |
|  | Zhuchengtyrannus magnus |
|  |                         |

|  | Tyrannosaurus rex                                                              |
|  |                                                                                |
|  | \| \| Tarbosaurus bataar \| \| \| \| \| \| Zhuchengtyrannus magnus \| \| \| \| |
|  |                                                                                |
|  | Tarbosaurus bataar                                                             |
|  |                                                                                |
|  | Zhuchengtyrannus magnus                                                        |
|  |                                                                                |

|  | Tarbosaurus bataar      |
|  |                         |
|  | Zhuchengtyrannus magnus |
|  |                         |

|  | Tyrannosaurus rex                                                              |
|  |                                                                                |
|  | \| \| Tarbosaurus bataar \| \| \| \| \| \| Zhuchengtyrannus magnus \| \| \| \| |
|  |                                                                                |
|  | Tarbosaurus bataar                                                             |
|  |                                                                                |
|  | Zhuchengtyrannus magnus                                                        |
|  |                                                                                |

|  | Tarbosaurus bataar      |
|  |                         |
|  | Zhuchengtyrannus magnus |
|  |                         |

|  | Tyrannosaurus rex                                                              |
|  |                                                                                |
|  | \| \| Tarbosaurus bataar \| \| \| \| \| \| Zhuchengtyrannus magnus \| \| \| \| |
|  |                                                                                |
|  | Tarbosaurus bataar                                                             |
|  |                                                                                |
|  | Zhuchengtyrannus magnus                                                        |
|  |                                                                                |

|  | Tarbosaurus bataar      |
|  |                         |
|  | Zhuchengtyrannus magnus |
|  |                         |

|  | Tyrannosaurus rex                                                              |
|  |                                                                                |
|  | \| \| Tarbosaurus bataar \| \| \| \| \| \| Zhuchengtyrannus magnus \| \| \| \| |
|  |                                                                                |
|  | Tarbosaurus bataar                                                             |
|  |                                                                                |
|  | Zhuchengtyrannus magnus                                                        |
|  |                                                                                |

|  | Tarbosaurus bataar      |
|  |                         |
|  | Zhuchengtyrannus magnus |
|  |                         |

|  | Tyrannosaurus rex                                                              |
|  |                                                                                |
|  | \| \| Tarbosaurus bataar \| \| \| \| \| \| Zhuchengtyrannus magnus \| \| \| \| |
|  |                                                                                |
|  | Tarbosaurus bataar                                                             |
|  |                                                                                |
|  | Zhuchengtyrannus magnus                                                        |
|  |                                                                                |

|  | Tarbosaurus bataar      |
|  |                         |
|  | Zhuchengtyrannus magnus |
|  |                         |

|  | Tyrannosaurus rex                                                              |
|  |                                                                                |
|  | \| \| Tarbosaurus bataar \| \| \| \| \| \| Zhuchengtyrannus magnus \| \| \| \| |
|  |                                                                                |
|  | Tarbosaurus bataar                                                             |
|  |                                                                                |
|  | Zhuchengtyrannus magnus                                                        |
|  |                                                                                |

|  | Tarbosaurus bataar      |
|  |                         |
|  | Zhuchengtyrannus magnus |
|  |                         |

|  | Tyrannosaurus rex                                                              |
|  |                                                                                |
|  | \| \| Tarbosaurus bataar \| \| \| \| \| \| Zhuchengtyrannus magnus \| \| \| \| |
|  |                                                                                |
|  | Tarbosaurus bataar                                                             |
|  |                                                                                |
|  | Zhuchengtyrannus magnus                                                        |
|  |                                                                                |

|  | Tarbosaurus bataar      |
|  |                         |
|  | Zhuchengtyrannus magnus |
|  |                         |

|  | Tyrannosaurus rex                                                              |
|  |                                                                                |
|  | \| \| Tarbosaurus bataar \| \| \| \| \| \| Zhuchengtyrannus magnus \| \| \| \| |
|  |                                                                                |
|  | Tarbosaurus bataar                                                             |
|  |                                                                                |
|  | Zhuchengtyrannus magnus                                                        |
|  |                                                                                |

|  | Tarbosaurus bataar      |
|  |                         |
|  | Zhuchengtyrannus magnus |
|  |                         |

|  | Tyrannosaurus rex                                                              |
|  |                                                                                |
|  | \| \| Tarbosaurus bataar \| \| \| \| \| \| Zhuchengtyrannus magnus \| \| \| \| |
|  |                                                                                |
|  | Tarbosaurus bataar                                                             |
|  |                                                                                |
|  | Zhuchengtyrannus magnus                                                        |
|  |                                                                                |

|  | Tarbosaurus bataar      |
|  |                         |
|  | Zhuchengtyrannus magnus |
|  |                         |

|  | Tyrannosaurus rex                                                              |
|  |                                                                                |
|  | \| \| Tarbosaurus bataar \| \| \| \| \| \| Zhuchengtyrannus magnus \| \| \| \| |
|  |                                                                                |
|  | Tarbosaurus bataar                                                             |
|  |                                                                                |
|  | Zhuchengtyrannus magnus                                                        |
|  |                                                                                |

|  | Tarbosaurus bataar      |
|  |                         |
|  | Zhuchengtyrannus magnus |
|  |                         |

|  | Tyrannosaurus rex                                                              |
|  |                                                                                |
|  | \| \| Tarbosaurus bataar \| \| \| \| \| \| Zhuchengtyrannus magnus \| \| \| \| |
|  |                                                                                |
|  | Tarbosaurus bataar                                                             |
|  |                                                                                |
|  | Zhuchengtyrannus magnus                                                        |
|  |                                                                                |

|  | Tarbosaurus bataar      |
|  |                         |
|  | Zhuchengtyrannus magnus |
|  |                         |

|  | Tyrannosaurus rex                                                              |
|  |                                                                                |
|  | \| \| Tarbosaurus bataar \| \| \| \| \| \| Zhuchengtyrannus magnus \| \| \| \| |
|  |                                                                                |
|  | Tarbosaurus bataar                                                             |
|  |                                                                                |
|  | Zhuchengtyrannus magnus                                                        |
|  |                                                                                |

|  | Tarbosaurus bataar      |
|  |                         |
|  | Zhuchengtyrannus magnus |
|  |                         |

|  | Tyrannosaurus rex                                                              |
|  |                                                                                |
|  | \| \| Tarbosaurus bataar \| \| \| \| \| \| Zhuchengtyrannus magnus \| \| \| \| |
|  |                                                                                |
|  | Tarbosaurus bataar                                                             |
|  |                                                                                |
|  | Zhuchengtyrannus magnus                                                        |
|  |                                                                                |

|  | Tarbosaurus bataar      |
|  |                         |
|  | Zhuchengtyrannus magnus |
|  |                         |

|  | Tyrannosaurus rex                                                              |
|  |                                                                                |
|  | \| \| Tarbosaurus bataar \| \| \| \| \| \| Zhuchengtyrannus magnus \| \| \| \| |
|  |                                                                                |
|  | Tarbosaurus bataar                                                             |
|  |                                                                                |
|  | Zhuchengtyrannus magnus                                                        |
|  |                                                                                |

|  | Tarbosaurus bataar      |
|  |                         |
|  | Zhuchengtyrannus magnus |
|  |                         |

|  | Tyrannosaurus rex                                                              |
|  |                                                                                |
|  | \| \| Tarbosaurus bataar \| \| \| \| \| \| Zhuchengtyrannus magnus \| \| \| \| |
|  |                                                                                |
|  | Tarbosaurus bataar                                                             |
|  |                                                                                |
|  | Zhuchengtyrannus magnus                                                        |
|  |                                                                                |

|  | Tarbosaurus bataar      |
|  |                         |
|  | Zhuchengtyrannus magnus |
|  |                         |

|  | Tyrannosaurus rex                                                              |
|  |                                                                                |
|  | \| \| Tarbosaurus bataar \| \| \| \| \| \| Zhuchengtyrannus magnus \| \| \| \| |
|  |                                                                                |
|  | Tarbosaurus bataar                                                             |
|  |                                                                                |
|  | Zhuchengtyrannus magnus                                                        |
|  |                                                                                |

|  | Tarbosaurus bataar      |
|  |                         |
|  | Zhuchengtyrannus magnus |
|  |                         |

|  | Tyrannosaurus rex                                                              |
|  |                                                                                |
|  | \| \| Tarbosaurus bataar \| \| \| \| \| \| Zhuchengtyrannus magnus \| \| \| \| |
|  |                                                                                |
|  | Tarbosaurus bataar                                                             |
|  |                                                                                |
|  | Zhuchengtyrannus magnus                                                        |
|  |                                                                                |

|  | Tarbosaurus bataar      |
|  |                         |
|  | Zhuchengtyrannus magnus |
|  |                         |

|  | Gorgosaurus libratus      |
|  |                           |
|  | Albertosaurus sarcophagus |
|  |                           |

|  | Tyrannosaurus rex                                                              |
|  |                                                                                |
|  | \| \| Tarbosaurus bataar \| \| \| \| \| \| Zhuchengtyrannus magnus \| \| \| \| |
|  |                                                                                |
|  | Tarbosaurus bataar                                                             |
|  |                                                                                |
|  | Zhuchengtyrannus magnus                                                        |
|  |                                                                                |

|  | Tarbosaurus bataar      |
|  |                         |
|  | Zhuchengtyrannus magnus |
|  |                         |

|  | Tyrannosaurus rex                                                              |
|  |                                                                                |
|  | \| \| Tarbosaurus bataar \| \| \| \| \| \| Zhuchengtyrannus magnus \| \| \| \| |
|  |                                                                                |
|  | Tarbosaurus bataar                                                             |
|  |                                                                                |
|  | Zhuchengtyrannus magnus                                                        |
|  |                                                                                |

|  | Tarbosaurus bataar      |
|  |                         |
|  | Zhuchengtyrannus magnus |
|  |                         |

|  | Tyrannosaurus rex                                                              |
|  |                                                                                |
|  | \| \| Tarbosaurus bataar \| \| \| \| \| \| Zhuchengtyrannus magnus \| \| \| \| |
|  |                                                                                |
|  | Tarbosaurus bataar                                                             |
|  |                                                                                |
|  | Zhuchengtyrannus magnus                                                        |
|  |                                                                                |

|  | Tarbosaurus bataar      |
|  |                         |
|  | Zhuchengtyrannus magnus |
|  |                         |

|  | Tyrannosaurus rex                                                              |
|  |                                                                                |
|  | \| \| Tarbosaurus bataar \| \| \| \| \| \| Zhuchengtyrannus magnus \| \| \| \| |
|  |                                                                                |
|  | Tarbosaurus bataar                                                             |
|  |                                                                                |
|  | Zhuchengtyrannus magnus                                                        |
|  |                                                                                |

|  | Tarbosaurus bataar      |
|  |                         |
|  | Zhuchengtyrannus magnus |
|  |                         |

|  | Tyrannosaurus rex                                                              |
|  |                                                                                |
|  | \| \| Tarbosaurus bataar \| \| \| \| \| \| Zhuchengtyrannus magnus \| \| \| \| |
|  |                                                                                |
|  | Tarbosaurus bataar                                                             |
|  |                                                                                |
|  | Zhuchengtyrannus magnus                                                        |
|  |                                                                                |

|  | Tarbosaurus bataar      |
|  |                         |
|  | Zhuchengtyrannus magnus |
|  |                         |

|  | Tyrannosaurus rex                                                              |
|  |                                                                                |
|  | \| \| Tarbosaurus bataar \| \| \| \| \| \| Zhuchengtyrannus magnus \| \| \| \| |
|  |                                                                                |
|  | Tarbosaurus bataar                                                             |
|  |                                                                                |
|  | Zhuchengtyrannus magnus                                                        |
|  |                                                                                |

|  | Tarbosaurus bataar      |
|  |                         |
|  | Zhuchengtyrannus magnus |
|  |                         |

|  | Tyrannosaurus rex                                                              |
|  |                                                                                |
|  | \| \| Tarbosaurus bataar \| \| \| \| \| \| Zhuchengtyrannus magnus \| \| \| \| |
|  |                                                                                |
|  | Tarbosaurus bataar                                                             |
|  |                                                                                |
|  | Zhuchengtyrannus magnus                                                        |
|  |                                                                                |

|  | Tarbosaurus bataar      |
|  |                         |
|  | Zhuchengtyrannus magnus |
|  |                         |

|  | Tyrannosaurus rex                                                              |
|  |                                                                                |
|  | \| \| Tarbosaurus bataar \| \| \| \| \| \| Zhuchengtyrannus magnus \| \| \| \| |
|  |                                                                                |
|  | Tarbosaurus bataar                                                             |
|  |                                                                                |
|  | Zhuchengtyrannus magnus                                                        |
|  |                                                                                |

|  | Tarbosaurus bataar      |
|  |                         |
|  | Zhuchengtyrannus magnus |
|  |                         |

|  | Tyrannosaurus rex                                                              |
|  |                                                                                |
|  | \| \| Tarbosaurus bataar \| \| \| \| \| \| Zhuchengtyrannus magnus \| \| \| \| |
|  |                                                                                |
|  | Tarbosaurus bataar                                                             |
|  |                                                                                |
|  | Zhuchengtyrannus magnus                                                        |
|  |                                                                                |

|  | Tarbosaurus bataar      |
|  |                         |
|  | Zhuchengtyrannus magnus |
|  |                         |

|  | Tyrannosaurus rex                                                              |
|  |                                                                                |
|  | \| \| Tarbosaurus bataar \| \| \| \| \| \| Zhuchengtyrannus magnus \| \| \| \| |
|  |                                                                                |
|  | Tarbosaurus bataar                                                             |
|  |                                                                                |
|  | Zhuchengtyrannus magnus                                                        |
|  |                                                                                |

|  | Tarbosaurus bataar      |
|  |                         |
|  | Zhuchengtyrannus magnus |
|  |                         |

|  | Tyrannosaurus rex                                                              |
|  |                                                                                |
|  | \| \| Tarbosaurus bataar \| \| \| \| \| \| Zhuchengtyrannus magnus \| \| \| \| |
|  |                                                                                |
|  | Tarbosaurus bataar                                                             |
|  |                                                                                |
|  | Zhuchengtyrannus magnus                                                        |
|  |                                                                                |

|  | Tarbosaurus bataar      |
|  |                         |
|  | Zhuchengtyrannus magnus |
|  |                         |

|  | Tyrannosaurus rex                                                              |
|  |                                                                                |
|  | \| \| Tarbosaurus bataar \| \| \| \| \| \| Zhuchengtyrannus magnus \| \| \| \| |
|  |                                                                                |
|  | Tarbosaurus bataar                                                             |
|  |                                                                                |
|  | Zhuchengtyrannus magnus                                                        |
|  |                                                                                |

|  | Tarbosaurus bataar      |
|  |                         |
|  | Zhuchengtyrannus magnus |
|  |                         |

|  | Tyrannosaurus rex                                                              |
|  |                                                                                |
|  | \| \| Tarbosaurus bataar \| \| \| \| \| \| Zhuchengtyrannus magnus \| \| \| \| |
|  |                                                                                |
|  | Tarbosaurus bataar                                                             |
|  |                                                                                |
|  | Zhuchengtyrannus magnus                                                        |
|  |                                                                                |

|  | Tarbosaurus bataar      |
|  |                         |
|  | Zhuchengtyrannus magnus |
|  |                         |

|  | Tyrannosaurus rex                                                              |
|  |                                                                                |
|  | \| \| Tarbosaurus bataar \| \| \| \| \| \| Zhuchengtyrannus magnus \| \| \| \| |
|  |                                                                                |
|  | Tarbosaurus bataar                                                             |
|  |                                                                                |
|  | Zhuchengtyrannus magnus                                                        |
|  |                                                                                |

|  | Tarbosaurus bataar      |
|  |                         |
|  | Zhuchengtyrannus magnus |
|  |                         |

|  | Tyrannosaurus rex                                                              |
|  |                                                                                |
|  | \| \| Tarbosaurus bataar \| \| \| \| \| \| Zhuchengtyrannus magnus \| \| \| \| |
|  |                                                                                |
|  | Tarbosaurus bataar                                                             |
|  |                                                                                |
|  | Zhuchengtyrannus magnus                                                        |
|  |                                                                                |

|  | Tarbosaurus bataar      |
|  |                         |
|  | Zhuchengtyrannus magnus |
|  |                         |

|  | Tyrannosaurus rex                                                              |
|  |                                                                                |
|  | \| \| Tarbosaurus bataar \| \| \| \| \| \| Zhuchengtyrannus magnus \| \| \| \| |
|  |                                                                                |
|  | Tarbosaurus bataar                                                             |
|  |                                                                                |
|  | Zhuchengtyrannus magnus                                                        |
|  |                                                                                |

|  | Tarbosaurus bataar      |
|  |                         |
|  | Zhuchengtyrannus magnus |
|  |                         |

|  | Tyrannosaurus rex                                                              |
|  |                                                                                |
|  | \| \| Tarbosaurus bataar \| \| \| \| \| \| Zhuchengtyrannus magnus \| \| \| \| |
|  |                                                                                |
|  | Tarbosaurus bataar                                                             |
|  |                                                                                |
|  | Zhuchengtyrannus magnus                                                        |
|  |                                                                                |

|  | Tarbosaurus bataar      |
|  |                         |
|  | Zhuchengtyrannus magnus |
|  |                         |

|  | Tyrannosaurus rex                                                              |
|  |                                                                                |
|  | \| \| Tarbosaurus bataar \| \| \| \| \| \| Zhuchengtyrannus magnus \| \| \| \| |
|  |                                                                                |
|  | Tarbosaurus bataar                                                             |
|  |                                                                                |
|  | Zhuchengtyrannus magnus                                                        |
|  |                                                                                |

|  | Tarbosaurus bataar      |
|  |                         |
|  | Zhuchengtyrannus magnus |
|  |                         |

|  | Tyrannosaurus rex                                                              |
|  |                                                                                |
|  | \| \| Tarbosaurus bataar \| \| \| \| \| \| Zhuchengtyrannus magnus \| \| \| \| |
|  |                                                                                |
|  | Tarbosaurus bataar                                                             |
|  |                                                                                |
|  | Zhuchengtyrannus magnus                                                        |
|  |                                                                                |

|  | Tarbosaurus bataar      |
|  |                         |
|  | Zhuchengtyrannus magnus |
|  |                         |

|  | Tyrannosaurus rex                                                              |
|  |                                                                                |
|  | \| \| Tarbosaurus bataar \| \| \| \| \| \| Zhuchengtyrannus magnus \| \| \| \| |
|  |                                                                                |
|  | Tarbosaurus bataar                                                             |
|  |                                                                                |
|  | Zhuchengtyrannus magnus                                                        |
|  |                                                                                |

|  | Tarbosaurus bataar      |
|  |                         |
|  | Zhuchengtyrannus magnus |
|  |                         |

|  | Tyrannosaurus rex                                                              |
|  |                                                                                |
|  | \| \| Tarbosaurus bataar \| \| \| \| \| \| Zhuchengtyrannus magnus \| \| \| \| |
|  |                                                                                |
|  | Tarbosaurus bataar                                                             |
|  |                                                                                |
|  | Zhuchengtyrannus magnus                                                        |
|  |                                                                                |

|  | Tarbosaurus bataar      |
|  |                         |
|  | Zhuchengtyrannus magnus |
|  |                         |

|  | Tyrannosaurus rex                                                              |
|  |                                                                                |
|  | \| \| Tarbosaurus bataar \| \| \| \| \| \| Zhuchengtyrannus magnus \| \| \| \| |
|  |                                                                                |
|  | Tarbosaurus bataar                                                             |
|  |                                                                                |
|  | Zhuchengtyrannus magnus                                                        |
|  |                                                                                |

|  | Tarbosaurus bataar      |
|  |                         |
|  | Zhuchengtyrannus magnus |
|  |                         |

|  | Tyrannosaurus rex                                                              |
|  |                                                                                |
|  | \| \| Tarbosaurus bataar \| \| \| \| \| \| Zhuchengtyrannus magnus \| \| \| \| |
|  |                                                                                |
|  | Tarbosaurus bataar                                                             |
|  |                                                                                |
|  | Zhuchengtyrannus magnus                                                        |
|  |                                                                                |

|  | Tarbosaurus bataar      |
|  |                         |
|  | Zhuchengtyrannus magnus |
|  |                         |

|  | Tyrannosaurus rex                                                              |
|  |                                                                                |
|  | \| \| Tarbosaurus bataar \| \| \| \| \| \| Zhuchengtyrannus magnus \| \| \| \| |
|  |                                                                                |
|  | Tarbosaurus bataar                                                             |
|  |                                                                                |
|  | Zhuchengtyrannus magnus                                                        |
|  |                                                                                |

|  | Tarbosaurus bataar      |
|  |                         |
|  | Zhuchengtyrannus magnus |
|  |                         |

|  | Tyrannosaurus rex                                                              |
|  |                                                                                |
|  | \| \| Tarbosaurus bataar \| \| \| \| \| \| Zhuchengtyrannus magnus \| \| \| \| |
|  |                                                                                |
|  | Tarbosaurus bataar                                                             |
|  |                                                                                |
|  | Zhuchengtyrannus magnus                                                        |
|  |                                                                                |

|  | Tarbosaurus bataar      |
|  |                         |
|  | Zhuchengtyrannus magnus |
|  |                         |

|  | Tyrannosaurus rex                                                              |
|  |                                                                                |
|  | \| \| Tarbosaurus bataar \| \| \| \| \| \| Zhuchengtyrannus magnus \| \| \| \| |
|  |                                                                                |
|  | Tarbosaurus bataar                                                             |
|  |                                                                                |
|  | Zhuchengtyrannus magnus                                                        |
|  |                                                                                |

|  | Tarbosaurus bataar      |
|  |                         |
|  | Zhuchengtyrannus magnus |
|  |                         |

|  | Tyrannosaurus rex                                                              |
|  |                                                                                |
|  | \| \| Tarbosaurus bataar \| \| \| \| \| \| Zhuchengtyrannus magnus \| \| \| \| |
|  |                                                                                |
|  | Tarbosaurus bataar                                                             |
|  |                                                                                |
|  | Zhuchengtyrannus magnus                                                        |
|  |                                                                                |

|  | Tarbosaurus bataar      |
|  |                         |
|  | Zhuchengtyrannus magnus |
|  |                         |

|  | Tyrannosaurus rex                                                              |
|  |                                                                                |
|  | \| \| Tarbosaurus bataar \| \| \| \| \| \| Zhuchengtyrannus magnus \| \| \| \| |
|  |                                                                                |
|  | Tarbosaurus bataar                                                             |
|  |                                                                                |
|  | Zhuchengtyrannus magnus                                                        |
|  |                                                                                |

|  | Tarbosaurus bataar      |
|  |                         |
|  | Zhuchengtyrannus magnus |
|  |                         |

|  | Tyrannosaurus rex                                                              |
|  |                                                                                |
|  | \| \| Tarbosaurus bataar \| \| \| \| \| \| Zhuchengtyrannus magnus \| \| \| \| |
|  |                                                                                |
|  | Tarbosaurus bataar                                                             |
|  |                                                                                |
|  | Zhuchengtyrannus magnus                                                        |
|  |                                                                                |

|  | Tarbosaurus bataar      |
|  |                         |
|  | Zhuchengtyrannus magnus |
|  |                         |

|  | Tyrannosaurus rex                                                              |
|  |                                                                                |
|  | \| \| Tarbosaurus bataar \| \| \| \| \| \| Zhuchengtyrannus magnus \| \| \| \| |
|  |                                                                                |
|  | Tarbosaurus bataar                                                             |
|  |                                                                                |
|  | Zhuchengtyrannus magnus                                                        |
|  |                                                                                |

|  | Tarbosaurus bataar      |
|  |                         |
|  | Zhuchengtyrannus magnus |
|  |                         |

|  | Tyrannosaurus rex                                                              |
|  |                                                                                |
|  | \| \| Tarbosaurus bataar \| \| \| \| \| \| Zhuchengtyrannus magnus \| \| \| \| |
|  |                                                                                |
|  | Tarbosaurus bataar                                                             |
|  |                                                                                |
|  | Zhuchengtyrannus magnus                                                        |
|  |                                                                                |

|  | Tarbosaurus bataar      |
|  |                         |
|  | Zhuchengtyrannus magnus |
|  |                         |

|  | Tyrannosaurus rex                                                              |
|  |                                                                                |
|  | \| \| Tarbosaurus bataar \| \| \| \| \| \| Zhuchengtyrannus magnus \| \| \| \| |
|  |                                                                                |
|  | Tarbosaurus bataar                                                             |
|  |                                                                                |
|  | Zhuchengtyrannus magnus                                                        |
|  |                                                                                |

|  | Tarbosaurus bataar      |
|  |                         |
|  | Zhuchengtyrannus magnus |
|  |                         |

|  | Tyrannosaurus rex                                                              |
|  |                                                                                |
|  | \| \| Tarbosaurus bataar \| \| \| \| \| \| Zhuchengtyrannus magnus \| \| \| \| |
|  |                                                                                |
|  | Tarbosaurus bataar                                                             |
|  |                                                                                |
|  | Zhuchengtyrannus magnus                                                        |
|  |                                                                                |

|  | Tarbosaurus bataar      |
|  |                         |
|  | Zhuchengtyrannus magnus |
|  |                         |

|  | Tyrannosaurus rex                                                              |
|  |                                                                                |
|  | \| \| Tarbosaurus bataar \| \| \| \| \| \| Zhuchengtyrannus magnus \| \| \| \| |
|  |                                                                                |
|  | Tarbosaurus bataar                                                             |
|  |                                                                                |
|  | Zhuchengtyrannus magnus                                                        |
|  |                                                                                |

|  | Tarbosaurus bataar      |
|  |                         |
|  | Zhuchengtyrannus magnus |
|  |                         |

|  | Tyrannosaurus rex                                                              |
|  |                                                                                |
|  | \| \| Tarbosaurus bataar \| \| \| \| \| \| Zhuchengtyrannus magnus \| \| \| \| |
|  |                                                                                |
|  | Tarbosaurus bataar                                                             |
|  |                                                                                |
|  | Zhuchengtyrannus magnus                                                        |
|  |                                                                                |

|  | Tarbosaurus bataar      |
|  |                         |
|  | Zhuchengtyrannus magnus |
|  |                         |

|  | Tyrannosaurus rex                                                              |
|  |                                                                                |
|  | \| \| Tarbosaurus bataar \| \| \| \| \| \| Zhuchengtyrannus magnus \| \| \| \| |
|  |                                                                                |
|  | Tarbosaurus bataar                                                             |
|  |                                                                                |
|  | Zhuchengtyrannus magnus                                                        |
|  |                                                                                |

|  | Tarbosaurus bataar      |
|  |                         |
|  | Zhuchengtyrannus magnus |
|  |                         |

|  | Tyrannosaurus rex                                                              |
|  |                                                                                |
|  | \| \| Tarbosaurus bataar \| \| \| \| \| \| Zhuchengtyrannus magnus \| \| \| \| |
|  |                                                                                |
|  | Tarbosaurus bataar                                                             |
|  |                                                                                |
|  | Zhuchengtyrannus magnus                                                        |
|  |                                                                                |

|  | Tarbosaurus bataar      |
|  |                         |
|  | Zhuchengtyrannus magnus |
|  |                         |

|  | Tyrannosaurus rex                                                              |
|  |                                                                                |
|  | \| \| Tarbosaurus bataar \| \| \| \| \| \| Zhuchengtyrannus magnus \| \| \| \| |
|  |                                                                                |
|  | Tarbosaurus bataar                                                             |
|  |                                                                                |
|  | Zhuchengtyrannus magnus                                                        |
|  |                                                                                |

|  | Tarbosaurus bataar      |
|  |                         |
|  | Zhuchengtyrannus magnus |
|  |                         |

|  | Tyrannosaurus rex                                                              |
|  |                                                                                |
|  | \| \| Tarbosaurus bataar \| \| \| \| \| \| Zhuchengtyrannus magnus \| \| \| \| |
|  |                                                                                |
|  | Tarbosaurus bataar                                                             |
|  |                                                                                |
|  | Zhuchengtyrannus magnus                                                        |
|  |                                                                                |

|  | Tarbosaurus bataar      |
|  |                         |
|  | Zhuchengtyrannus magnus |
|  |                         |

|  | Tyrannosaurus rex                                                              |
|  |                                                                                |
|  | \| \| Tarbosaurus bataar \| \| \| \| \| \| Zhuchengtyrannus magnus \| \| \| \| |
|  |                                                                                |
|  | Tarbosaurus bataar                                                             |
|  |                                                                                |
|  | Zhuchengtyrannus magnus                                                        |
|  |                                                                                |

|  | Tarbosaurus bataar      |
|  |                         |
|  | Zhuchengtyrannus magnus |
|  |                         |

|  | Tyrannosaurus rex                                                              |
|  |                                                                                |
|  | \| \| Tarbosaurus bataar \| \| \| \| \| \| Zhuchengtyrannus magnus \| \| \| \| |
|  |                                                                                |
|  | Tarbosaurus bataar                                                             |
|  |                                                                                |
|  | Zhuchengtyrannus magnus                                                        |
|  |                                                                                |

|  | Tarbosaurus bataar      |
|  |                         |
|  | Zhuchengtyrannus magnus |
|  |                         |

|  | Tyrannosaurus rex                                                              |
|  |                                                                                |
|  | \| \| Tarbosaurus bataar \| \| \| \| \| \| Zhuchengtyrannus magnus \| \| \| \| |
|  |                                                                                |
|  | Tarbosaurus bataar                                                             |
|  |                                                                                |
|  | Zhuchengtyrannus magnus                                                        |
|  |                                                                                |

|  | Tarbosaurus bataar      |
|  |                         |
|  | Zhuchengtyrannus magnus |
|  |                         |

|  | Tyrannosaurus rex                                                              |
|  |                                                                                |
|  | \| \| Tarbosaurus bataar \| \| \| \| \| \| Zhuchengtyrannus magnus \| \| \| \| |
|  |                                                                                |
|  | Tarbosaurus bataar                                                             |
|  |                                                                                |
|  | Zhuchengtyrannus magnus                                                        |
|  |                                                                                |

|  | Tarbosaurus bataar      |
|  |                         |
|  | Zhuchengtyrannus magnus |
|  |                         |

|  | Tyrannosaurus rex                                                              |
|  |                                                                                |
|  | \| \| Tarbosaurus bataar \| \| \| \| \| \| Zhuchengtyrannus magnus \| \| \| \| |
|  |                                                                                |
|  | Tarbosaurus bataar                                                             |
|  |                                                                                |
|  | Zhuchengtyrannus magnus                                                        |
|  |                                                                                |

|  | Tarbosaurus bataar      |
|  |                         |
|  | Zhuchengtyrannus magnus |
|  |                         |

|  | Tyrannosaurus rex                                                              |
|  |                                                                                |
|  | \| \| Tarbosaurus bataar \| \| \| \| \| \| Zhuchengtyrannus magnus \| \| \| \| |
|  |                                                                                |
|  | Tarbosaurus bataar                                                             |
|  |                                                                                |
|  | Zhuchengtyrannus magnus                                                        |
|  |                                                                                |

|  | Tarbosaurus bataar      |
|  |                         |
|  | Zhuchengtyrannus magnus |
|  |                         |

|  | Tyrannosaurus rex                                                              |
|  |                                                                                |
|  | \| \| Tarbosaurus bataar \| \| \| \| \| \| Zhuchengtyrannus magnus \| \| \| \| |
|  |                                                                                |
|  | Tarbosaurus bataar                                                             |
|  |                                                                                |
|  | Zhuchengtyrannus magnus                                                        |
|  |                                                                                |

|  | Tarbosaurus bataar      |
|  |                         |
|  | Zhuchengtyrannus magnus |
|  |                         |

|  | Tyrannosaurus rex                                                              |
|  |                                                                                |
|  | \| \| Tarbosaurus bataar \| \| \| \| \| \| Zhuchengtyrannus magnus \| \| \| \| |
|  |                                                                                |
|  | Tarbosaurus bataar                                                             |
|  |                                                                                |
|  | Zhuchengtyrannus magnus                                                        |
|  |                                                                                |

|  | Tarbosaurus bataar      |
|  |                         |
|  | Zhuchengtyrannus magnus |
|  |                         |

|  | Tyrannosaurus rex                                                              |
|  |                                                                                |
|  | \| \| Tarbosaurus bataar \| \| \| \| \| \| Zhuchengtyrannus magnus \| \| \| \| |
|  |                                                                                |
|  | Tarbosaurus bataar                                                             |
|  |                                                                                |
|  | Zhuchengtyrannus magnus                                                        |
|  |                                                                                |

|  | Tarbosaurus bataar      |
|  |                         |
|  | Zhuchengtyrannus magnus |
|  |                         |

|  | Tyrannosaurus rex                                                              |
|  |                                                                                |
|  | \| \| Tarbosaurus bataar \| \| \| \| \| \| Zhuchengtyrannus magnus \| \| \| \| |
|  |                                                                                |
|  | Tarbosaurus bataar                                                             |
|  |                                                                                |
|  | Zhuchengtyrannus magnus                                                        |
|  |                                                                                |

|  | Tarbosaurus bataar      |
|  |                         |
|  | Zhuchengtyrannus magnus |
|  |                         |

|  | Tyrannosaurus rex                                                              |
|  |                                                                                |
|  | \| \| Tarbosaurus bataar \| \| \| \| \| \| Zhuchengtyrannus magnus \| \| \| \| |
|  |                                                                                |
|  | Tarbosaurus bataar                                                             |
|  |                                                                                |
|  | Zhuchengtyrannus magnus                                                        |
|  |                                                                                |

|  | Tarbosaurus bataar      |
|  |                         |
|  | Zhuchengtyrannus magnus |
|  |                         |

|  | Tyrannosaurus rex                                                              |
|  |                                                                                |
|  | \| \| Tarbosaurus bataar \| \| \| \| \| \| Zhuchengtyrannus magnus \| \| \| \| |
|  |                                                                                |
|  | Tarbosaurus bataar                                                             |
|  |                                                                                |
|  | Zhuchengtyrannus magnus                                                        |
|  |                                                                                |

|  | Tarbosaurus bataar      |
|  |                         |
|  | Zhuchengtyrannus magnus |
|  |                         |

|  | Tyrannosaurus rex                                                              |
|  |                                                                                |
|  | \| \| Tarbosaurus bataar \| \| \| \| \| \| Zhuchengtyrannus magnus \| \| \| \| |
|  |                                                                                |
|  | Tarbosaurus bataar                                                             |
|  |                                                                                |
|  | Zhuchengtyrannus magnus                                                        |
|  |                                                                                |

|  | Tarbosaurus bataar      |
|  |                         |
|  | Zhuchengtyrannus magnus |
|  |                         |

|  | Tyrannosaurus rex                                                              |
|  |                                                                                |
|  | \| \| Tarbosaurus bataar \| \| \| \| \| \| Zhuchengtyrannus magnus \| \| \| \| |
|  |                                                                                |
|  | Tarbosaurus bataar                                                             |
|  |                                                                                |
|  | Zhuchengtyrannus magnus                                                        |
|  |                                                                                |

|  | Tarbosaurus bataar      |
|  |                         |
|  | Zhuchengtyrannus magnus |
|  |                         |

|  | Tyrannosaurus rex                                                              |
|  |                                                                                |
|  | \| \| Tarbosaurus bataar \| \| \| \| \| \| Zhuchengtyrannus magnus \| \| \| \| |
|  |                                                                                |
|  | Tarbosaurus bataar                                                             |
|  |                                                                                |
|  | Zhuchengtyrannus magnus                                                        |
|  |                                                                                |

|  | Tarbosaurus bataar      |
|  |                         |
|  | Zhuchengtyrannus magnus |
|  |                         |

|  | Tyrannosaurus rex                                                              |
|  |                                                                                |
|  | \| \| Tarbosaurus bataar \| \| \| \| \| \| Zhuchengtyrannus magnus \| \| \| \| |
|  |                                                                                |
|  | Tarbosaurus bataar                                                             |
|  |                                                                                |
|  | Zhuchengtyrannus magnus                                                        |
|  |                                                                                |

|  | Tarbosaurus bataar      |
|  |                         |
|  | Zhuchengtyrannus magnus |
|  |                         |

|  | Tyrannosaurus rex                                                              |
|  |                                                                                |
|  | \| \| Tarbosaurus bataar \| \| \| \| \| \| Zhuchengtyrannus magnus \| \| \| \| |
|  |                                                                                |
|  | Tarbosaurus bataar                                                             |
|  |                                                                                |
|  | Zhuchengtyrannus magnus                                                        |
|  |                                                                                |

|  | Tarbosaurus bataar      |
|  |                         |
|  | Zhuchengtyrannus magnus |
|  |                         |

|  | Tyrannosaurus rex                                                              |
|  |                                                                                |
|  | \| \| Tarbosaurus bataar \| \| \| \| \| \| Zhuchengtyrannus magnus \| \| \| \| |
|  |                                                                                |
|  | Tarbosaurus bataar                                                             |
|  |                                                                                |
|  | Zhuchengtyrannus magnus                                                        |
|  |                                                                                |

|  | Tarbosaurus bataar      |
|  |                         |
|  | Zhuchengtyrannus magnus |
|  |                         |

|  | Tyrannosaurus rex                                                              |
|  |                                                                                |
|  | \| \| Tarbosaurus bataar \| \| \| \| \| \| Zhuchengtyrannus magnus \| \| \| \| |
|  |                                                                                |
|  | Tarbosaurus bataar                                                             |
|  |                                                                                |
|  | Zhuchengtyrannus magnus                                                        |
|  |                                                                                |

|  | Tarbosaurus bataar      |
|  |                         |
|  | Zhuchengtyrannus magnus |
|  |                         |

|  | Tyrannosaurus rex                                                              |
|  |                                                                                |
|  | \| \| Tarbosaurus bataar \| \| \| \| \| \| Zhuchengtyrannus magnus \| \| \| \| |
|  |                                                                                |
|  | Tarbosaurus bataar                                                             |
|  |                                                                                |
|  | Zhuchengtyrannus magnus                                                        |
|  |                                                                                |

|  | Tarbosaurus bataar      |
|  |                         |
|  | Zhuchengtyrannus magnus |
|  |                         |

|  | Tyrannosaurus rex                                                              |
|  |                                                                                |
|  | \| \| Tarbosaurus bataar \| \| \| \| \| \| Zhuchengtyrannus magnus \| \| \| \| |
|  |                                                                                |
|  | Tarbosaurus bataar                                                             |
|  |                                                                                |
|  | Zhuchengtyrannus magnus                                                        |
|  |                                                                                |

|  | Tarbosaurus bataar      |
|  |                         |
|  | Zhuchengtyrannus magnus |
|  |                         |

|  | Tyrannosaurus rex                                                              |
|  |                                                                                |
|  | \| \| Tarbosaurus bataar \| \| \| \| \| \| Zhuchengtyrannus magnus \| \| \| \| |
|  |                                                                                |
|  | Tarbosaurus bataar                                                             |
|  |                                                                                |
|  | Zhuchengtyrannus magnus                                                        |
|  |                                                                                |

|  | Tarbosaurus bataar      |
|  |                         |
|  | Zhuchengtyrannus magnus |
|  |                         |

|  | Tyrannosaurus rex                                                              |
|  |                                                                                |
|  | \| \| Tarbosaurus bataar \| \| \| \| \| \| Zhuchengtyrannus magnus \| \| \| \| |
|  |                                                                                |
|  | Tarbosaurus bataar                                                             |
|  |                                                                                |
|  | Zhuchengtyrannus magnus                                                        |
|  |                                                                                |

|  | Tarbosaurus bataar      |
|  |                         |
|  | Zhuchengtyrannus magnus |
|  |                         |

|  | Tyrannosaurus rex                                                              |
|  |                                                                                |
|  | \| \| Tarbosaurus bataar \| \| \| \| \| \| Zhuchengtyrannus magnus \| \| \| \| |
|  |                                                                                |
|  | Tarbosaurus bataar                                                             |
|  |                                                                                |
|  | Zhuchengtyrannus magnus                                                        |
|  |                                                                                |

|  | Tarbosaurus bataar      |
|  |                         |
|  | Zhuchengtyrannus magnus |
|  |                         |

|  | Tyrannosaurus rex                                                              |
|  |                                                                                |
|  | \| \| Tarbosaurus bataar \| \| \| \| \| \| Zhuchengtyrannus magnus \| \| \| \| |
|  |                                                                                |
|  | Tarbosaurus bataar                                                             |
|  |                                                                                |
|  | Zhuchengtyrannus magnus                                                        |
|  |                                                                                |

|  | Tarbosaurus bataar      |
|  |                         |
|  | Zhuchengtyrannus magnus |
|  |                         |

## Paleobiología
Como muchos otros tiranosáuridos, Albertosaurus ha sido estudiado exhaustivamente a través de diversos especímenes diferentes, permitiendo estudios detallados sobre su vida y proporcionando evidencias sobre su comportamiento.

### Patrones de crecimiento
Casi la totalidad de las edades de Albertosaurus están representadas en el registro fósil. Por medio de estudios histológicos de los huesos se puede determinar casi siempre la edad de un individuo en el momento de su muerte, permitiendo así estimar los ritmos de crecimiento y compararlos con los de otras especies. Recientemente ha sido hallado un fósil de Albertosaurus de dos años de edad, el más joven hallado hasta el momento, en la cama de huesos de Dry Island que ha sido reabierta, que debió pesar cerca de cincuenta kilogramos y medir dos metros de largo. Otro espécimen de la misma cantera es el más viejo, de alrededor de veintiocho años de edad y unos diez metros de largo. Un espécimen de veinticuatro años de edad de la colección del Museo Tyrrell de Paleontología habría pesado aproximadamente 1,14 toneladas. Sin embargo, otro individuo de 1,28 toneladas, que se encuentra en la colección del Museo Americano de Historia Natural, tenía veintidós años de edad cuando murió. Cuando se estudian especímenes de edad y tamaño intermedios, representándose su curva de crecimiento, obtenemos una gráfica en forma de S, donde la mayor tasa de crecimiento se produce en un período de cuatro años, que finaliza alrededor de los dieciséis años, como se observa en otros tiranosáuridos. La tasa de crecimiento durante esta fase se estima en un aumento de 122 kg por año. Otros tiranosáuridos de tamaño similar muestran un ritmo de crecimiento parecido, pero el ritmo es mucho más bajo que el de Tyrannosaurus, el cual crecía casi seis veces más rápido, unos 601 kg por año, durante esta fase de crecimiento.

Un gráfico mostrando las curvas hipotéticas de crecimiento (masa corporal versus edad) de cuatro tiranosáuridos. La del Albertosaurus está dibujada en rojo. Basado en Erickson et al. 2004.

Albertosaurus parece alcanzar la madurez esquelética a los dieciséis años de edad; la misma está marcada por el fin de la fase de rápido crecimiento, que al parecer también era la edad donde alcanzaba su madurez sexual. Sin embargo el crecimiento continuaba a un ritmo lento a lo largo de la vida de los animales. Alcanzar la madurez sexual cuando el crecimiento todavía es activo parece ser una característica compartida entre dinosaurios pequeños y grandes, así como en mamíferos grandes tales como seres humanos y elefantes. Este patrón de maduración sexual relativamente temprana se diferencia llamativamente del patrón en los pájaros, que retrasan su madurez sexual hasta después de que hayan acabado el crecimiento.
Durante el crecimiento, el engrosamiento en la morfología de los dientes los hace cambiar tanto que, de no haber habido una asociación de esqueletos jóvenes y adultos en la cama de huesos de Dry Island que probara su pertenencia a un mismo taxón, es probable que los dientes de los menores hubieran sido identificados por el análisis estadístico como los de una especie diferente.

### Biología del desarrollo
La mayoría de los Albertosaurus conocidos tenían alrededor de catorce años o más al momento de su muerte. Los animales juveniles rara vez son encontrados fosilizados, principalmente por un caso de muestreo sesgado, donde es menos probable que los huesos más pequeños de los animales más jóvenes sean preservados por la fosilización que los huesos más grandes de adultos, y que los huesos pequeños son más difíciles de ser notados por los recolectores en el campo. Aun así, los Albertosaurus jóvenes son relativamente grandes para ser animales juveniles, pero sus restos son raros en el registro fósil comparado con los adultos. Se ha sugerido que este fenómeno es una consecuencia de la biología del desarrollo y que los fósiles de Albertosaurus jóvenes son raros porque simplemente no murieron tantos como los adultos.
Una hipótesis postula que luego de una eclosión masiva los pequeños albertosaurios murieron en grandes números, pero no se ha preservado en el registro fósil debido a su pequeño tamaño y fragilidad. Después de apenas dos años, los jóvenes eran más grandes que cualquier otro depredador en la región aparte del Albertosaurus adulto y más veloces que la mayoría de sus presas. Esto dio lugar a una disminución dramática de su tasa de mortalidad correspondiente a la rareza de los fósiles. Las tasas de mortalidad se duplican al llegar a los doce años, quizás como resultado de las demandas fisiológicas de la fase de crecimiento rápido, y después se vuelven a duplicar otra vez con el inicio de la madurez sexual entre las edades de catorce y dieciséis años. Esta tasa de mortalidad alta continúa a través de la edad adulta, quizás debido a las altas demandas fisiológicas, tensión y lesiones recibidas durante la competición intraespecífica para conseguir compañeros y recursos, y finalmente los efectos cada vez mayores de la senescencia. La tasa de mortalidad más alta en adultos puede explicar su preservación más común. Los animales muy grandes eran raros porque pocos individuos sobrevivieron bastante tiempo para lograr tales tamaños. Las altas tasas de mortalidad infantil, seguidas por mortalidad reducida entre jóvenes y un aumento repentino en mortalidad después de la madurez sexual, con muy pocos animales alcanzando el tamaño máximo, son un patrón observado en muchos mamíferos grandes modernos, incluyendo elefantes, búfalo africano y rinoceronte. El mismo patrón también se considera en otros tiranosáuridos. Como conclusión y comparando con los animales modernos y lo que se sabe de otros tiranosáuridos, parece apoyar a esta hipótesis anteriormente detallada de biología del desarrollo, pero el sesgo en el registro fósil puede todavía desempeñar un papel importante, especialmente a partir de que más de dos tercios de todos los especímenes de albertosaurios se conocen a partir de un lugar.

### Comportamiento en manada
La capa de huesos de Albertosaurus descubierta por Barnum Brown y su equipo contiene los restos de entre diez y veintiséis individuos; la mayor cantidad de individuos encontrados en una localización de cualquier terópodo grande del Cretácico, y la segunda mayor cantidad de cualquier dinosaurio terópodo grande detrás de los Allosaurus encontrados en la Cantera de Dinosaurios de Cleveland-Lloyd, en el estado de Utah. El grupo estaba compuesto por un solo adulto mayor, ocho adultos entre diecisiete y veintitrés años, siete sub-adultos que se encontraban en la fase de crecimiento rápido de entre doce y dieciséis años, y seis ejemplares juveniles de entre dos y once años, que aún no habían entrado en esta fase.

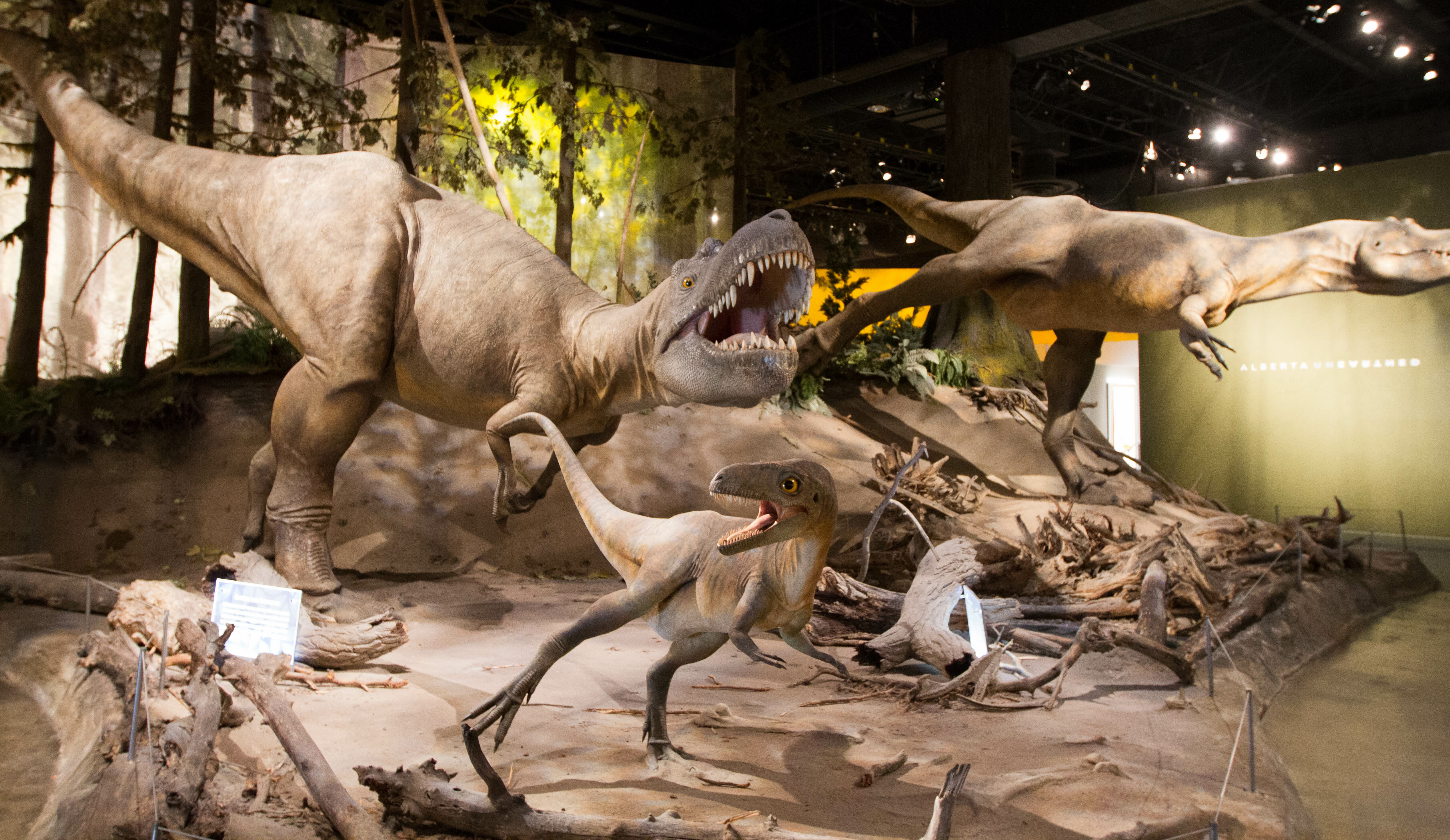
Esculturas de bronce de una manada, Museo Tyrell, creada por Brian Cooley en 2007.

La ausencia de restos de herbívoros en las inmediaciones y el estado similar de preservación entre los muchos individuos de la cantera de capa de huesos de Albertosaurus llevó a Currie a la conclusión de que la localidad no fue una "trampa de depredadores" como Rancho La Brea en California, y que todos los animales hallados murieron al mismo tiempo, proporcionando evidencias de un comportamiento en manada. Otros científicos son escépticos al respecto, señalando que los animales pudieron haberse agrupado por una inundación u otras causas.
Existen numerosas evidencias de un comportamiento gregario entre dinosaurios herbívoros, incluyendo ceratopsianos y hadrosaurios. Por el contrario, solo en raras ocasiones se han hallado varios dinosaurios depredadores en un mismo sitio. Pequeños terópodos como Coelophysis bauri, Deinonychus antirrhopus y Megapnosaurus rhodesiensis han sido encontrados en grupos, cuando hay depredadores más grandes como Allosaurus fragilis o Mapusaurus roseae. También existen ciertas evidencias de comportamiento gregario en otros tiranosáuridos. Restos fragmentarios de individuos más pequeños fueron encontrados junto a Sue, un ejemplar de Tyrannosaurus rex montado en el Museo Field de Historia Natural en Chicago. Una capa de huesos en la Formación Two Medicine de Montana contenía al menos tres especímenes de una especie no nombrada de Daspletosaurus, preservados junto a varios hadrosaurios. Estos hallazgos pueden corroborar la evidencia de un comportamiento social en Albertosaurus, aunque algunos o todos los lugares ya mencionados pueden representar agregaciones temporales o no naturales. Otros han especulado que en vez de grupos sociales, por lo menos algunos de estos hallazgos representan un caso de frenesí alimentario similar a los de los dragones de Komodo sobre reses muertas, donde los carnívoros compiten agresivamente, pudiendo morir alguno en las luchas, sobre el cual el resto practica el canibalismo.
Currie también realizó algunas especulaciones acerca de los hábitos de caza en grupo de Albertosaurus. Las proporciones de las extremidades inferiores de los individuos más pequeños son comparables con las de los ornitomímidos, los cuales estuvieron probablemente entre los dinosaurios más veloces. El albertosaurio más joven era probablemente tan rápido como su presa, entre las que se podrían incluir ceratopsianos y hadrosaurios. Currie sugirió que los miembros más jóvenes de la manada podrían ser los responsables de conducir la presa hacia los adultos, que eran más grandes y fuertes, pero también más lentos. Los jóvenes debieron de tener una forma de vida distinta a la de los adultos, ocupando el espacio como depredador entre los enormes adultos y los terópodos contemporáneos más pequeños; el mayor de ellos tenía la mitad de masa que Albertosaurus. Una situación similar se observa en los dragones de Komodo modernos, con los jóvenes comenzando su vida como pequeños insectívoros para luego convertirse en los depredadores dominantes en sus islas. Sin embargo, como la preservación del comportamiento en el registro fósil es extremadamente rara, esta idea no puede ser probada fácilmente. En 2010, Currie, aunque todavía apoyando la hipótesis de la manada de caza, admitió que la concentración podría haber sido provocada por otras causas, como por ejemplo un nivel de agua que aumenta lentamente durante una inundación prolongada.

### Paleopatología

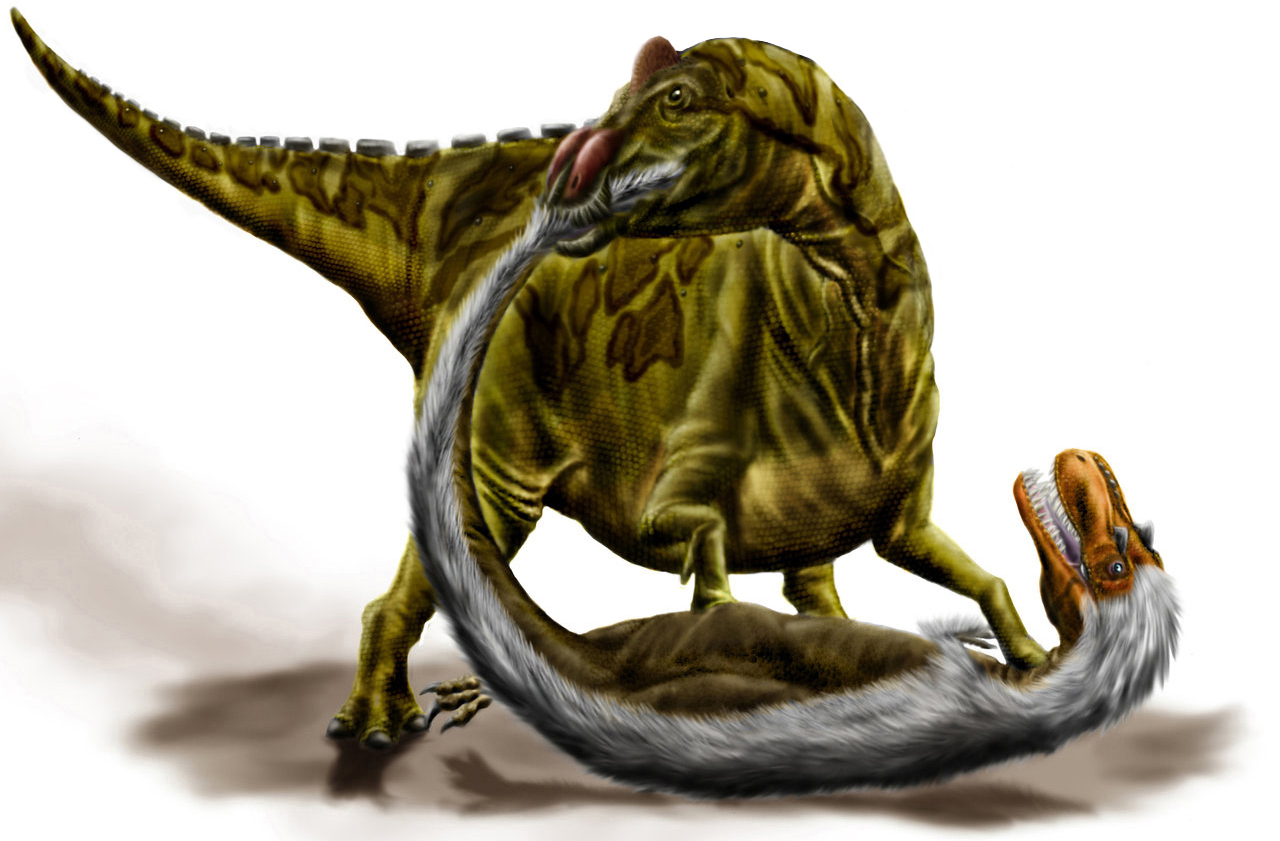
Un Edmontosaurus combatiendo con un Albertosaurus.

En 2009, los investigadores propusieron la hipótesis de que los agujeros de bordes lisos que se encuentran en las mandíbulas fósiles de tiranosáuridos como Albertosaurus fueron causadas por un parásito similar al Trichomonas gallinae que infecta a las aves. Ellos sugirieron que los tiranosáuridos se transmitían la infección al morderse unos a otros y que la infección deterioraba su capacidad de comer.
En 2001, Bruce Rothschild et al. publicaron un estudio sobre las evidencias de fracturas por estrés y avulsión de tendones en dinosaurios terópodos y sus implicaciones en el desarrollo. Ellos encontraron que solo uno de los 319 huesos de los pies de Albertosaurus estudiados presentaba fracturas por estrés y ninguno de los huesos de las manos. Los científicos encontraron que el estrés causaba significativamente menos lesiones en Albertosaurus que en el carnosaurio Allosaurus. ROM 807, el holotipo de A. arctunguis, ahora considerado A. sarcophagus, tiene un orificio profundo de 2,5 por 3.5 centímetros en el ilion, aunque quien describiera los fósiles no consideró esto como patológico. El espécimen también posee algo de exostosis en el cuarto metatarsiano izquierdo. Dos de los cinco especímenes de Albertosaurus sarcophagus con húmero en 1970 fueron reportados por Dale Russel teniendo algún daño patológico en ellos.
En 2010 se realizó un informe sobre la salud de los Albertosaurus de Dry Island. La mayoría de las muestras no mostró ningún signo de enfermedad. En tres falanges de los pies aparecieron espolones óseos extraños, que constan de osificación anormal de los tendones, los llamados entesofitos estuvieron presentes; su causa, desconocida. Dos costillas y un segmento del vientre mostraban signos de fractura y curación. Un ejemplar adulto tenía en la mandíbula inferior izquierda una herida de punción y dos marcas de mordedura curadas y sin curar. El bajo número de anomalías se compara favorablemente con el estado de salud de la población de Majungasaurus en la que en 2007 se estableció que el 19% de los individuos presentaron patologías óseas.

## Paleoecología

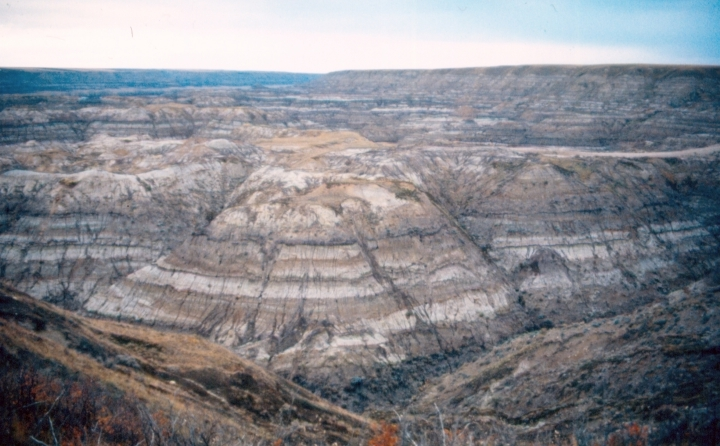
La Formación Cañón Horseshoe queda expuesta en esta localidad tipo del Cañón de la Herradura de Alberta.

Todos los fósiles identificables como A. sarcophagus son originarios de la Formación Cañón Horseshoe en Alberta. Esta formación geológica datada entre el Maastrichtiense temprano durante el periodo Cretácico superior, hace aproximadamente 73 a 70 millones de años. Inmediatamente debajo de esta formación está la pizarra de Bearpaw, una formación de origen marino que representa una sección de la vía marítima interior occidental. La vía marítima retrocedió cuando la temperatura promedio del año retrocedió a finales del Cretácico y los niveles del mar disminuyeron, exponiendo la tierra que había sido previamente subacuática. No era un proceso parejo, y la vía marítima ingresaría periódicamente para cubrir las partes de la región a través del cañón Horseshoe antes de  retroceder completamente con posterioridad. Debido a los cambios en los niveles del mar, muchos entornos diferentes están representados en la Formación Cañón Horseshoe, incluidos los hábitats marinos de alta mar y cercanos a la costa y los hábitats como lagunas, estuarios y zonas de mareas. Numerosas vetas de carbón representan antiguos pantanos de turba. Como la mayoría de los otros fósiles de vertebrados de la formación, los restos de Albertosaurus se encuentran en los depósitos establecidos en los deltas y llanuras de inundación de los grandes ríos durante la segunda mitad del período abarcado por la formación geológica.
La fauna de la Formación Cañón Horseshoe es bien conocida: contiene vertebrados fósiles, incluyendo comúnmente dinosaurios entre estos. Tiburones, rayas, esturiones, Amiiformes, Lepisosteiformes y el símil Lepisosteiformes Aspidorhynchus formando parte de la fauna ictícola. Los mamíferos incluyen a multituberculados y el marsupial Didelphodon. El plesiosaurio marino Leurospondylus se ha encontrado en rocas de la Formación Cañón Horseshoe, con los ambientes de agua dulce donde abundaban tortugas, Champsosaurus y crocodilos como Leidyosuchus y Stangerochampsa. Los dinosaurios dominaban la fauna, especialmente hadrosáuridos, los cuales componen la mitad de todos los dinosaurios conocidos, incluyendo los géneros Edmontosaurus, Saurolophus y Hypacrosaurus. Ceratopsianos u ornitomímidos eran también comunes, componiendo otra tercera parte de la fauna. Junto con los mucho más raros anquilosáuridos y paquicefalosáuridos, todos estos animales habrían sido presas para una variedad diversa de terópodos carnívoros, incluyendo troodóntidos, dromeosáuridos y cenagnátidos. Mezclados con los restos de Albertosaurus de la cama de huesos de Dry Island, los huesos del pequeño terópodo Albertonykus fueron encontrados. Los Albertosaurus adultos son los principales predadores en este ambiente, con los juveniles posiblemente ocupando nichos intermedios.